# Conflit nord-irlandais
Vous lisez un « article de qualité » labellisé en 2010.
Pour les articles homonymes, voir Trouble.
Le conflit nord-irlandais, appelé aussi « The Troubles » (en français : Les Problèmes ; en irlandais : Na Trioblóidi ; en scots : The Truibils), est une période de violences et d'agitation politique en Irlande du Nord dans la seconde moitié du XXe siècle. Il débute à la fin des années 1960 et est considéré comme terminé entre 1997 et 2007 selon les interprétations. La violence continue cependant après cette date, mais de façon occasionnelle et à petite échelle, tandis que la plupart des groupes belligérants déposent les armes.
Le conflit commence dans la seconde moitié des années 1960 par un mouvement pour les droits civiques contre la ségrégation confessionnelle que subit la minorité catholique. L'opposition entre républicains et nationalistes (principalement catholiques) d'une part, loyalistes et unionistes (principalement protestants) d'autre part sur l'avenir de l'Irlande du Nord entraîne une montée de la violence qui dure pendant trente ans. Elle est le fait de groupes armés républicains, comme l'IRA provisoire dont le but est de mettre fin à l'autorité britannique en Irlande du Nord et de créer une République irlandaise sur l'ensemble de l'île, et loyalistes, comme l'Ulster Volunteer Force formée en 1966 pour stopper ce qu'il perçoit comme la détérioration du caractère britannique du pays, mais aussi caractérisée par  des émeutes populaires et la sanglante répression des forces de sécurité de l'État britannique (armée et police). La collaboration entre les forces de sécurité britanniques et les paramilitaires unionistes, niée par les gouvernements successifs, est désormais admise.
Le conflit nord-irlandais est diversement défini par plusieurs de ses acteurs, soit comme une guerre,, un conflit ethnique, une guérilla ou une guerre civile. Bien que l’on oppose les communautés catholiques et protestantes, il ne s’agit pas d’un conflit religieux, le fond du problème étant l’appartenance de l’Irlande du Nord au Royaume-Uni ou à la république d’Irlande. L'action des groupes armés républicains (principalement l'IRA provisoire) est considérée comme du terrorisme par les forces de sécurité britanniques, mais aussi comme une révolution, une insurrection ou une résistance militaire à l'occupation et à l'impérialisme britannique par leurs partisans. Les historiens sont partagés sur ces qualifications,, certains refusant l'usage du terme « terrorisme »,.
Ce conflit affecte la vie quotidienne de la plupart des Nord-Irlandais, ainsi qu'incidemment celle des Anglais et des Irlandais du Sud de l'île. En plusieurs occasions entre 1969 et 1998, la situation manque de se dégrader davantage, par exemple en 1972 après le Bloody Sunday à Derry/Londonderry ou pendant la grève de la faim de prisonniers en 1981, quand se forment des mobilisations massives et hostiles des deux parties.
En 1998, un processus de paix apporte une fin au conflit en s'appuyant sur l'accord du Vendredi saint. La reconnaissance par le gouvernement britannique pour la première fois de la « dimension irlandaise », le principe que le peuple de l'île d'Irlande dans son ensemble puisse résoudre les problèmes entre le Nord et le Sud par consentement mutuel, sans intervention extérieure, permet d'obtenir l'accord des loyalistes et des républicains. Elle établit aussi en Irlande du Nord un gouvernement consociatif, composé obligatoirement d'unionistes et de nationalistes.

## Rappels historiques

### La colonisation anglaise
Avant la colonisation britannique, l'Irlande n'a pas connu d'invasion, si ce n'est une petite incursion de Vikings, vite assimilés, aux VIIIe et IXe siècles. En 1155, une bulle pontificale d'Adrien IV (seul pape d'origine anglaise) donne l'Irlande à Henri II d'Angleterre en vue de rétablir les liens ténus entre l'Église irlandaise et Rome. Néanmoins, le roi d'Angleterre n'intervient dans l'île qu'en 1167 pour soutenir Dermot MacMurrough. En 1175, l'autorité anglaise sur l'Irlande est reconnue officiellement,.
L'installation anglaise se cantonne d'abord au Pale. L'assimilation de ces colons anglais aux coutumes irlandaises est perçue comme dégradante par la Couronne, qui fait voter, en 1366, les « statuts de Kilkenny », établissant une ségrégation entre colons et indigènes. La véritable colonisation débute avec la dynastie des Tudors. Des terres sont confisquées dès 1556 en vue de créer des colonies de peuplement, les « Plantations », tandis que s'affirme le pouvoir anglais sur l'île.
Dans la seconde moitié du XVIe siècle, plusieurs révoltes éclatent, en partie contre la constitution de l'Église anglicane en religion officielle en 1560. Elles sont soutenues par les « Vieux Anglais » et les « Vieux Écossais », descendants de colons du XIIe et XIIIe siècles, fidèles au catholicisme. Malgré le soutien de Rome, les différentes rébellions échouent. Les terres de leurs chefs sont confisquées, relançant ainsi la politique de Plantation. Ces nouveaux colons (les « Nouveaux Anglais », anglicans, et les « Nouveaux Écossais », presbytériens) s'installent en particulier dans la province du Nord-Est, l'Ulster. La conquête cromwellienne de l'Irlande puis la victoire du prétendant protestant au trône d'Angleterre Guillaume d'Orange sur son concurrent catholique Jacques II confirment cette implantation britannique.
Entre 1695 et 1727 sont promulguées les « Lois pénales », un ensemble de discriminations économiques, sociales et politiques vis-à-vis des catholiques. Une persécution religieuse, certes modérée, touche catholiques et English Dissenters. Le clergé catholique organise toutefois un culte clandestin.

### Naissance du nationalisme irlandais, protestant et catholique
Le gouvernement britannique limite à la fin du XVIIe siècle les possibilités de développement économique et commercial de l'île. Au sein de l'élite coloniale protestante, peu à peu éloignée du pouvoir politique et religieux, naît un premier nationalisme irlandais. En 1759, Henry Flood crée le Parti patriotique irlandais. À la fin du XVIIIe siècle, la situation économique des Irlandais, en particulier celle des catholiques, s'améliore, et, en 1783, le Parlement d'Irlande obtient une plus grande autonomie. La Révolution française inspire certains nationalistes, tel Wolfe Tone qui crée en 1791 la Society of the United Irishmen. Créé en 1795, l'Ordre d'Orange regroupe les protestants loyaux à la couronne britannique. Tandis qu'en Ulster, paysans catholiques et protestants s'affrontent au sein de sociétés secrètes — The Defenders et les Peep O'Day Boys — une rébellion éclate en mai 1798, menée par la Société des Irlandais unis. Elle échoue par faute d'alliance réelle entre nationalistes catholiques et protestants. Rejeté un an avant, les Acts of Union, mettant fin à la relative autonomie de l'Irlande, sont adoptés le 7 juin 1800.
Lorsque l'Irlande est intégrée au Royaume-Uni, plus de 90 % des terres sont possédées par les colons britanniques protestants. L'avocat catholique Daniel O'Connell obtient en avril 1829 la fin de nombreuses discriminations contre les catholiques. Pacifiste, il durcit pourtant ses positions en fondant onze ans plus tard la Loyal National Repeal Association. Le soutien des masses catholiques à son action transforme le paysage du nationalisme irlandais auparavant majoritairement protestant. Les anglicans et les presbytériens au contraire se rapprochent de la Couronne. Des organisations républicaines comme Young Ireland tentent néanmoins de rapprocher les deux communautés autour d'idées indépendantistes. Certaines se laissent tenter, sans succès, par la lutte armée.
Le problème agraire qui suit la Grande famine de 1845-1849 et la diffusion des idées séparatistes et républicaines agitent l'Irlande dans la seconde partie du XIXe siècle, tandis que des organisations secrètes, comme l'Irish Republican Brotherhood, fondée en 1858, se lancent dans des campagnes d'attentats et d'assassinats,. À partir de 1870, les partisans d'une solution politique, tel le protestant Charles Parnell, militent pour l'application d'un Home Rule, autrement dit, permettre une autonomie complète à l'Irlande. Les élections pour le Parlement du Royaume-Uni de 1885 en Irlande donnent la victoire à l'Irish Parliamentary Party (aussi connu comme le Home Rule Party), tandis que les unionistes s'organisent contre toute forme d'autonomie. Les différents projets de Home Rule sont rejetés en juin 1886 puis en septembre 1893 et forment un des principaux thèmes de campagne au Royaume-Uni.
Les réformes agraires de la fin du XIXe siècle redonnent la propriété des terres aux Irlandais (ils en possèdent les deux tiers en 1914), mais le mouvement nationaliste change de forme. Des organisations comme la Ligue gaélique, fondée en 1893, diffusent désormais un nationalisme plus culturel qu'économique, tandis que James Connolly crée en 1896 le Parti socialiste républicain irlandais, alliant socialisme et nationalisme. Moins révolutionnaire, Arthur Griffith forme le Sinn Féin en 1905.

### La partition de l'Irlande

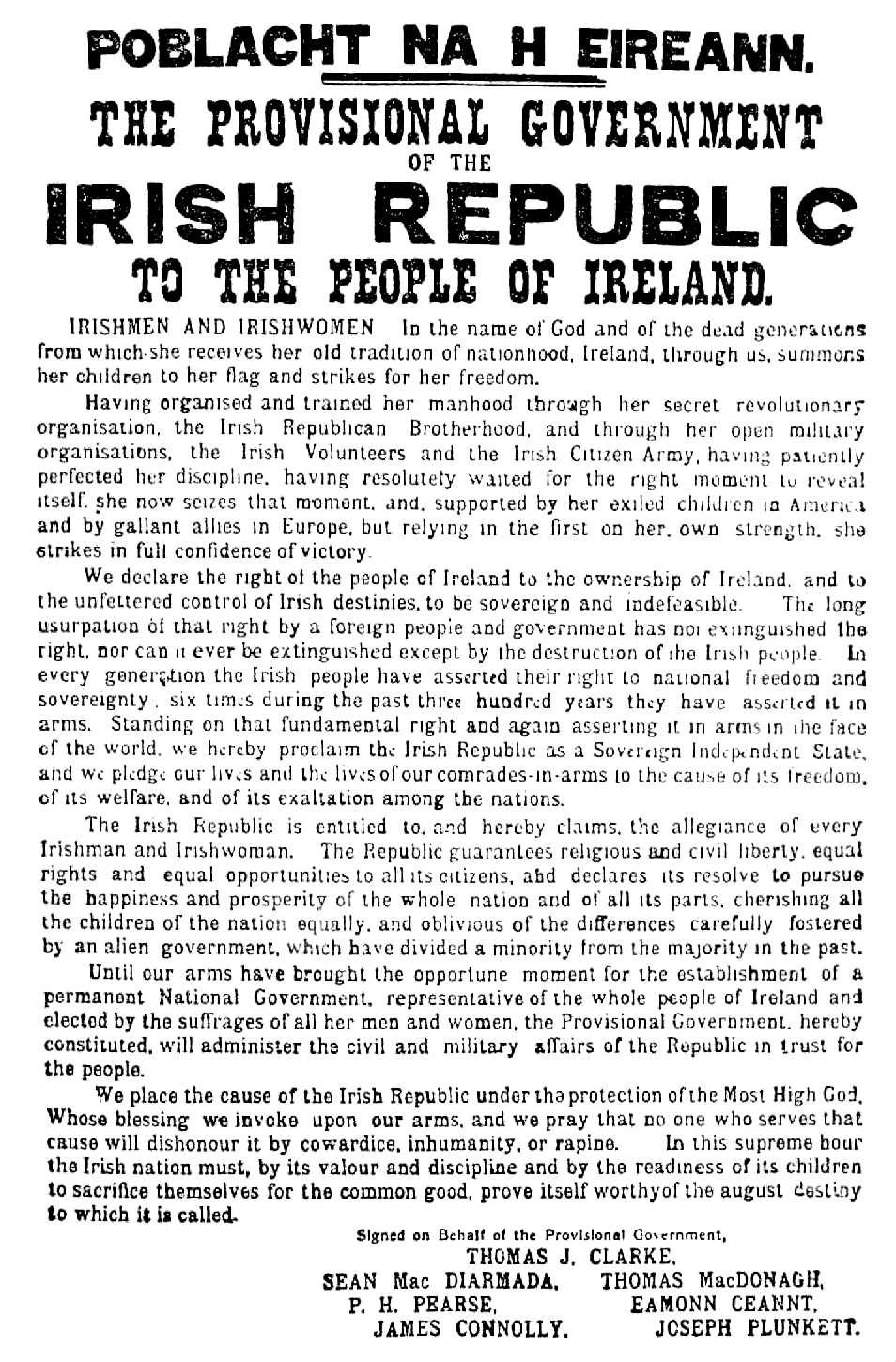
La proclamation de la République irlandaise par les insurgés de 1916.

Au début du XXe siècle, l'Irlande est agitée par les mouvements nationalistes, républicains et rapidement par leurs répliques unionistes, le parlement britannique ayant finalement accepté de mettre en place un Home Rule, ou Government of Ireland Act en 1914, qui confère une relative autonomie de l'Irlande dans le Royaume-Uni. Les deux camps se préparent à une montée de la violence et s'organisent en milices, multipliant entraînements militaires et stocks d'armes : les Ulster Volunteers de l'unioniste Edward Carson en 1912, les Irish Volunteers de l'Irish Republican Brotherhood et l'Irish Citizen Army du syndicat Irish Transport and General Workers' Union l'année suivante. Alors que le mouvement républicain se divise sur l'attitude à adopter pendant la Première Guerre mondiale, une partie y voit l'occasion d'un soulèvement. Le 24 avril 1916, environ 750 membres des Irish Volunteers et de l'Irish Citizen Army proclament la République irlandaise à Dublin en s'emparant de plusieurs bâtiments stratégiques. C'est l'« Insurrection de Pâques », Easter Rising en anglais. Si la population n'a d'abord pas soutenu les insurgés, elle sympathise avec leurs idées après une répression sanglante lors de laquelle la plupart des chefs de la rébellion sont passés par les armes. Le Sinn Féin, petit parti opposé à l'usage de la force, est accusé par les Britanniques d'être à l'origine de l'insurrection. Il devient un important parti politique nationaliste à sa suite, avec la montée en puissance en son sein des républicains.
Le Sinn Féin remporte une large victoire électorale lors des votes de décembre 1918. Refusant de siéger au Palais de Westminster, 26 de ses 105 députés se réunissent au Dáil Éireann à Dublin et proclament l'indépendance de la république d'Irlande le 21 janvier 1919. Le jour même ont lieu les premiers affrontements. L'Irish Republican Army, réorganisation des Irish Volunteers, organise la lutte armée contre les forces britanniques, tandis que des « soviets », des conseils des travailleurs, s'organisent dans certaines villes. Une trêve bilatérale est acceptée en 1921, et le 6 décembre, Michael Collins et Arthur Griffith signent le Traité anglo-irlandais, partageant l'île entre l'Irlande du Nord et l'État libre d'Irlande. Bien qu'accepté par le Dáil Éireann (les élections du 16 juin donnent la victoire au pro-traité), le traité est refusé par la majorité des Volunteers de l'Irish Republican Army. Une partie intègre la nouvelle armée irlandaise officielle tandis que l'autre, opposée au traité, continue le combat contre les britanniques. Le 28 juin 1922 éclate la guerre civile entre les anciens compagnons d'arme. Le 27 avril 1923, convaincue de sa défaite, l'Irish Republican Army, par la voix d'Éamon de Valera, décide d'un cessez-le-feu.
Au sein de l'État libre, proclamé officiellement le 6 décembre 1922, s'opposent le Fianna Fáil d'Éamon de Valera et le Fine Gael de William Cosgrave tandis que le Sinn Féin perd tout soutien populaire. Séparée un temps du Sinn Féin, l'Irish Republican Army, divisée entre les partisans d'un tournant plus socialiste et ceux d'une unique activité militaire, tente de survivre politiquement en fondant le Saor Éire. Arrivés au pouvoir en 1932, Éamon de Valera et le Fianna Fáil s'appuient sur l'Irish Republican Army pour contrer les Chemises bleues, un mouvement fasciste ; ils organisent une véritable guerre économique contre le Royaume-Uni. Ce même gouvernement interdit pourtant l'Irish Republican Army par la suite. Établie en 1937, la Constitution irlandaise transforme l'État libre en Éire et affirme ses revendications sur l'Irlande du Nord ainsi que la place centrale de l'Église catholique, preuve d'un conservatisme craint des protestants. Le 18 avril 1949, à la suite de la victoire d'une coalition formée du Clann na Poblachta, du Fine Gael et de l'Irish Labour Party, l'Irlande sort du Commonwealth, décision reconnue par le Royaume-Uni le 3 mai avec l'Ireland Act.

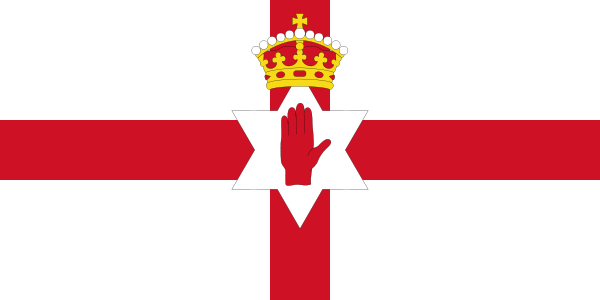
L'ancien drapeau du Comité exécutif du Conseil privé d'Irlande du Nord, de 1953 à 1972. Ce drapeau n'a plus de statut officiel depuis 1972 et est largement considéré comme l'emblème d'une seule communauté. Il ne doit pas être utilisé pour représenter l'Irlande du Nord actuelle géographiquement ou en tant qu'entité politique.

Au nord-est de l'Irlande, pendant la Guerre d'indépendance, les B-Specials, les Black and Tans et les anciens Ulster Volunteers organisent de véritables pogroms anti-catholiques. Le projet de séparer l'Ulster du reste de l'île avait déjà été proposé par Lloyd George en 1916. C'est chose faite en 1920 : les comtés d'Antrim, d'Armagh, de Derry et de Down, à majorité protestante, ainsi que les comtés de Fermanagh et de Tyrone, à majorité catholique, sont placés sous le contrôle du Parlement d'Irlande du Nord par le Government of Ireland Act 1920. Le nouvel État organise une véritable discrimination politique, économique et sociale de la minorité catholique, tandis que s'affirment ses liens étroits avec l'Ordre d'Orange,.
Jusqu'à l'élection de Terence O'Neill en 1963, l'Irlande du Nord vit une véritable stagnation politique,. L'Irish Republican Army, isolée, tente à plusieurs reprises de reprendre ses activités armées. Le 12 janvier 1939, une déclaration de guerre au Royaume-Uni est suivie d'une campagne d'attentats en Angleterre. Certains de ses membres tentent même d'obtenir le soutien de l'Allemagne nazie et, plus tard, ils se rapprochent d'autres groupes armés anti-britanniques (EOKA, Irgoun, Lehi). Le 12 décembre 1956 est lancée la Campagne des frontières qui finit en 1962, ayant fait 17 morts (onze membres de l'Irish Republican Army et six de la Royal Ulster Constabulary, la police nord-irlandaise). L'Irish Republican Army enterre alors les armes et les vend en 1968 à la Free Wales Army.

## Déroulement du conflit

### 1966-1969: mouvement des droits civiques, violence loyaliste et soulèvement des ghettos catholiques
La commémoration de l'Insurrection de Pâques en 1966 et le rapprochement entre les gouvernements des deux Irlande poussent les loyalistes vers l'action paramilitaire. En 1966, une dizaine d'entre eux forment un groupe armé anti-catholique, l'Ulster Volunteer Force (UVF), dans un bar de Belfast. Le 27 mai, l'organisation signe ce qui est parfois considéré comme le premier acte de violence du conflit en abattant un civil catholique,. L'UVF multiplie les agressions sectaires, parfois meurtrières. Plusieurs de leurs attentats à la bombe, non revendiqués, de la fin des années 1960 sont à l'époque attribués à l'Irish Republican Army, pourtant moribonde.
Pour défendre la population catholique, victime de discrimination économiques, sociales et politiques, s'organise entre 1966 et 1968 un mouvement des droits civiques, inspiré de la lutte des Noirs aux États-Unis, mené par la Northern Ireland Civil Rights Association (NICRA). Leurs revendications se fondent essentiellement sur la réforme du code électoral. Les manifestations pacifiques qu'ils organisent sont émaillées d'accrochages avec les loyalistes et de charges de la Royal Ulster Constabulary (RUC). Le mouvement prend un tournant ouvertement socialiste avec l'apparition de groupes comme People's Democracy. Le 5 octobre 1968, à Derry, la répression d'une marche interdite fait 77 blessés. Le Premier ministre d'Irlande du Nord Terence O'Neill est tiraillé entre ses opinions libérales et son électorat loyaliste qui voit dans le mouvement des droits civiques une œuvre du « communisme et de l'IRA ». La nuit du 4 janvier 1969, après l'attaque d'une manifestation par des loyalistes, le quartier du Bogside, un ghetto catholique, est envahi par la RUC. La population se soulève et érige des barricades tout autour de leur quartier, fondant Free Derry.
James Chichester-Clark, élu le 1er mai 1969 au poste de Premier ministre d'Irlande du Nord, promet de réformer le code électoral. Les exactions de la RUC redoublent pourtant de violence. Le 12 août, les Apprentices Boys of Derry, la jeunesse orangiste, défilent près du Bogside, défiant la population du ghetto, rapidement investi par la RUC. Le quartier se soulève de nouveau, déclenchant la bataille du Bogside, et ripostant par des pierres et des cocktails Molotov aux matraques, au canon à eau, aux véhicules blindés armés de mitrailleuses Browning .30 et au gaz lacrymogène, pour la première fois utilisé au Royaume-Uni. Barricadée, la population organise son autodéfense tandis que des émeutes éclatent dans d'autres villes du pays, attaquées par des forces combinées de la RUC, des B-Specials et de loyalistes. Arrivée le 14 août, l'armée britannique tente de s'interposer. Deux jours plus tard, le bilan des violences apparaît : neuf morts, tous civils, majoritairement républicains, 500 maisons incendiées et 1 820 familles ayant fui leur foyer.
Appelée par les catholiques du Nord, l'Irlande hésite à intervenir, malgré les manifestations de soutien à Dublin, ne fournissant qu'une aide humanitaire, sans franchir la frontière. Plusieurs membres du gouvernement de Jack Lynch, soutenus par Éamon de Valera, tentent secrètement de faire parvenir des armes aux émeutiers, déclenchant une crise politique. Patrick Hillery, alors ministre des Affaires étrangères, porte plainte à l'Organisation des Nations unies contre le Royaume-Uni, mais le soutien inattendu du bloc de l'Est le pousse à la retirer.
Pendant cette crise, l'IRA ne joue qu'un rôle extrêmement mineur. Ayant enterré ses armes en 1962, elle ne peut défendre les ghettos,. En décembre 1969, lors d'une Convention générale de l'IRA, la direction du mouvement présente une ligne exclusivement politique, abandonnant l'abstentionnisme qui caractérise le mouvement en vue d'une union avec l'extrême gauche. Immédiatement après un vote l'entérinant, les tenants d'un réarmement et d'une ligne principalement militariste scissionnent pour former l'IRA provisoire (PIRA). Les partisans d'un tournant plus politique se rebaptisent en IRA officielle (OIRA).

### 1970-1971: début de la campagne militaire des IRA et internement
La PIRA ne rassemble que cinq cents membres après la scission, mais l'effectif augmente rapidement, atteignant deux mille en 1970. Ses premières actions se concentrent sur l'autodéfense des ghettos catholiques. Le 27 juin 1970, elle intervient pour la première fois lors de la bataille de Saint-Matthew, appelée par la population pour défendre l'église Saint-Matthew, située dans le quartier de Short Strand à Belfast, que des émeutiers loyalistes veulent incendier. Un membre de l'IRA provisoire est tué, le premier du conflit, ainsi que deux protestants. Le 3 juillet, à Lower Falls, un quartier de Belfast, les deux IRA combattent pour la première fois l'armée britannique, intervenant lors d'émeutes déclenchées après des perquisitions.
Au début de l'année 1971, l'armée britannique parlemente avec les deux IRA pour qu'elles maintiennent l'ordre dans les zones républicaines. Véritables polices, les IRA contrôlent les différents ghettos jusqu'au mois de février. Face à ce renforcement, l'armée reprend ses opérations de quadrillage. Le 6 février, l'IRA provisoire abat un soldat britannique, le premier mort en service en Irlande depuis 1921. L'action de la PIRA se transforme au cours de l'année 1971 en une véritable guérilla, à la fois urbaine et rurale. Tandis que les Officials visent exclusivement des objectifs militaires et politiques, les Provisoires cherchent à augmenter le coût de l'occupation en ne s'attaquant qu'à des cibles économiques. Le 15 mai 1971 est fondé l'Ulster Defence Association, union légale de différents groupes d'autodéfense protestants, qui devient par la suite le plus important groupe paramilitaire loyaliste. En août 1971, dix civils meurent lors du massacre de Ballymurphy, quartier ouest de Belfast. En décembre 1971, des paramilitaires britanniques font sauter une bombe dans un bar catholique, tuant 15 personnes. Il s'agit de l'un des attentats les plus meurtriers du conflit.
Avec le soutien de Londres, les modérés (nationalistes, républicains, membres du mouvement pour les droits civiques) fondent en août 1971 le Social Democratic and Labour Party. Le 20 mars 1971, Brian Faulkner, proche des unionistes radicaux, devient Premier ministre d'Irlande du Nord. Appliquant le Special Powers Act de 1922, l'armée britannique arrête plus de 300 hommes suspectés de soutenir les républicains, le 9 août 1971, lors de l'opération Demetrius. L'opération est un échec, mais signe le début de l'internement sans procès en Irlande du Nord. Lors des interrogatoires comme dans les prisons de Crumlin Road, de Magilligan et du Maze et dans le bateau-prison Maidstone, les détenus sont victimes de tortures et de mauvais traitements,. À la suite des attentats de Saor Éire, le gouvernement de Jack Lynch tente de l'introduire au Sud ( De quoi s'agit-il ? ). Entre le 9 août 1971 et le 5 décembre 1975, 1 981 personnes sont internées et 1 874 d'entre elles sont catholiques ou républicaines. Alors que la présence militaire britannique apparaissait comme une protection, étant en pourparlers avec les IRA et les comités d'autodéfense, l'opération Demetrius monte les catholiques contre l'armée, qui se fient désormais aux paramilitaires pour assurer leur défense. Une grève générale des loyers et des charges est lancée par l'ensemble des partis anti-unionistes. Rapidement, sont organisés des comités de soutien aux internés et à leur famille. En juillet 1971, le Social Democratic and Labour Party quitte le parlement d'Irlande du Nord pour protester contre les emprisonnements. Noyautée par le Communist Party of Ireland et l'IRA officielle, la NICRA a perdu de son influence. Elle se contente de soutenir, sans pouvoir en prendre la tête, la campagne de désobéissance civile lancée par le Northern Resistance Movement, un groupe créé par le Sinn Féin provisoire et People's Democracy.

### 1972:Bloody SundayetDirect Rule
1972 est l'année la plus meurtrière du conflit, avec presque 500 morts. Le 30 janvier, le 1er bataillon parachutiste tire sur une marche pacifique de 20 000 personnes près du Bogside, prétendant riposter à des tirs de l'IRA, alors que les membres de l'OIRA et de la PIRA présents à la manifestation étaient venus sans armes. Le bilan est de 14 morts. C'est le Bloody Sunday,. L'action de l'armée britannique fait rapidement l'objet de condamnations internationales, tandis que les catholiques nord-irlandais organisent grèves et manifestations. Le 10 mars, les Provisionals déclarent un cessez-le-feu de trois jours, appelant à des négociations avec le gouvernement britannique, mais celles-ci n'aboutissent pas. Le 24, l'Irlande du Nord passe sous le contrôle direct (Direct Rule) de la couronne britannique. Les loyalistes, entre le printemps et l'été, barricadent leurs quartiers à la manière des ghettos catholiques.
L'assassinat d'un soldat des Royal Irish Rangers en permission, catholique de surcroît, par l'IRA officielle, déclenche de vives protestations de la part de la communauté catholique, entraînant un cessez-le-feu unilatéral, qui met fin à sa campagne armée, de l'organisation le 29 mai. L'IRA provisoire se rapproche de groupes armés étrangers : Front populaire de libération de la Palestine, Front populaire de libération du Golfe arabique occupé, Fatah, Euskadi ta Askatasuna, Front de libération de la Bretagne, etc. tandis qu'elle reçoit le soutien financier des communautés irlandaises dans le monde, en particulier celle des États-Unis.
En mai débute une grève de la faim des républicains de la prison de Crumlin Road en vue d'obtenir le statut de prisonnier politique. Il est accordé à la suite de la trêve bilatérale du 26 juin entre les Provisionals et le gouvernement britannique. Mais les pourparlers tournent court et, en juillet, les attaques et les attentats reprennent. Le 21 juillet a lieu le Bloody Friday : 22 bombes de l'IRA provisoire explosent à Belfast, faisant 9 morts. Dix jours plus tard, 21 000 soldats de l'Armée britannique soutenus par des blindés envahissent les ghettos catholiques, détruisant les barricades érigées par la population, lors de l'opération Motorman. Les barricades cernant certains quartiers protestants sont elles aussi abattues.
Critiquant le référendum du mois de mai sur l'entrée de l'Irlande dans la CEE, les républicains subissent la répression du gouvernement du Sud. Le camp de concentration de Curragh est ouvert le 19 mai, le lendemain d'une émeute républicaine dans la prison de Mountjoy, tandis que sont recréés des tribunaux sans jury, les Special Criminal Courts. À la suite de la prise d'otages des Jeux olympiques de Munich, les gouvernements britannique et irlandais décident de soutenir les forces politiques modérées d'Irlande du Nord (Social Democratic and Labour Party, Alliance Party of Northern Ireland, etc.) pour contrer les républicains. Le 1er novembre 1972 est publié un livre vert, un plan britannique de solution politique intitulé « Avenir pour l'Irlande du Nord ». Le Royaume-Uni accepte l'idée d'une Irlande unie et fédérale. La répression s'abat au Sud sur l'IRA provisoire : successivement, Seán MacStíofáin, Joe Cahill, Seán Ó Brádaigh et Ruairí Ó Brádaigh sont arrêtés. À la suite d'un attentat à Dublin organisé par des membres de l'Ulster Defence Association en lien avec les services secrets britanniques, le gouvernement du Sud fait passer une loi faisant que tout suspect d'appartenance à l'IRA doit prouver son innocence, en violation de la présomption d'innocence.

### 1973-1974: renouveau loyaliste et traité de Sunningdale
Avec l'introduction du Direct Rule, le gouvernement britannique cherche à établir un nouveau système en Irlande du Nord. Le 8 mars 1973, un référendum propose d'abolir la frontière entre le Nord et le Sud de l'île. Boycotté par les républicains et les nationalistes, il livre un résultat sans appel : 41 % d'abstention, 99 % de vote pour le maintien de l'autorité britannique. Douze jours plus tard est présenté un livre blanc, les Northern Ireland Constitutional Proposals, proposant le retour à une représentation proportionnelle dans le cadre d'un partage du pouvoir entre modérés (nationalistes et unionistes) ainsi que la création d'un Conseil d'Irlande, office commun entre l'Irlande et le Royaume-Uni. Au mois de juin se tiennent les élections de la nouvelle Assemblée nord-irlandaise ; les unionistes opposés au livre blanc en sortent vainqueurs avec 27 sièges sur 78 contre 22 pour les unionistes soutenant le projet. L'accord de Sunningdale est signé par les gouvernements britannique et irlandais ainsi que les représentants du Social Democratic and Labour Party, de l'Alliance Party et de l'Ulster Unionist Party le 9 décembre 1973.
Dès la fin 1972, les paramilitaires loyalistes reprennent leurs campagnes d'assassinats et d'agressions sectaires de civils. Les rapports entre britanniques et loyalistes se détériorent, ces derniers craignant une volonté de retrait de la part du Royaume-Uni. Le 3 février 1973, les premiers d'entre eux sont internés. L'Ulster Defence Association et la Loyalist Association of Workers lancent en réaction un appel à la grève générale qui fait sept morts du côté catholique. Les exécutions et les attentats à la bombe sans avertissement de l'Ulster Freedom Fighters et de l'Ulster Volunteer Force se multiplient en 1973 et 1974. Le 22 avril 1974 est fondé le syndicat Ulster Workers' Council (UWC), soutenu par l'Ulster Army Council (coordination des différents groupes paramilitaires loyalistes). Le 14 mai, les propositions de l'accord de Sunningdale sont acceptées par l'Assemblée nord-irlandaise. Immédiatement, l'UWC déclenche une grève générale tandis que l'UDA dresse des barricades à Belfast et débraye de force les usines et les ateliers qui n'ont pas cessé le travail. Alors que l'IRA provisoire cesse toute violence pendant la grève, les attentats et les meurtres loyalistes s'intensifient. Le 17 mai 1974 un quadruple attentat à la voiture piégée en Irlande, le plus meurtrier du conflit, revendiqué par l'UVF en 1993 et suspecté d'avoir été organisé en collusion avec les services secrets britanniques, fait 28 morts et 258 blessés. Le refus d'intervenir de l'armée pousse le gouvernement à céder devant les grévistes et à suspendre les institutions de partage des pouvoirs issues de l'accord de Sunningdale. Le 28 mai, Brian Faulkner démissionne, entraînant la réintroduction du Direct Rule.
L'IRA provisoire, et le mouvement républicain au Nord en général, subissent les mesures d'internement et les exécutions sommaires de l'armée britannique à partir de 1972. Les Provos renforcent pourtant leur arsenal, important des armes entre autres de Libye et se dotant de lance-roquettes et de détonateurs à distance (minimisant ainsi les pertes civiles),. Face aux risques de répression, l'organisation s'est divisée en cellules. En août 1973, elle déclenche une campagne de bombes incendiaires en Angleterre. La répression d'attentats meurtriers de l'IRA donne lieu à plusieurs erreurs judiciaires : les Quatre de Guildford, Judith Ward et les Six de Birmingham.
Un mouvement populaire se recréé en juillet 1973 lors d'une grève de la faim de deux dirigeants du People's Democracy, emprisonnés pour trouble à l'ordre public, en vue d'obtenir le statut de prisonnier politique. Le Political Hostages Release Committee (Comité pour la libération des otages politiques) organise des manifestations et des émeutes éclatent. Malgré la libération des deux prisonniers, le mouvement continue à prendre de l'ampleur. Au début de l'année 1973, l'IRA provisoire, sous l'influence de Dáithí Ó Conaill et Séamus Twomey, entame un tournant vers la gauche et le socialisme. En 1974, dans un souci d'apaisement, le Provisional Sinn Féin (en même temps que l'Ulster Volunteer Force) est autorisé en Irlande du Nord, et en juin, il participe pour la première fois à des élections municipales. À la suite de la médiation de membres du clergé protestant en décembre 1974, des pourparlers avec le gouvernement britannique sont organisés, et l'IRA provisoire annonce le 22 décembre une trêve pour la période de Noël.

### 1975-1979: trêve et criminalisation

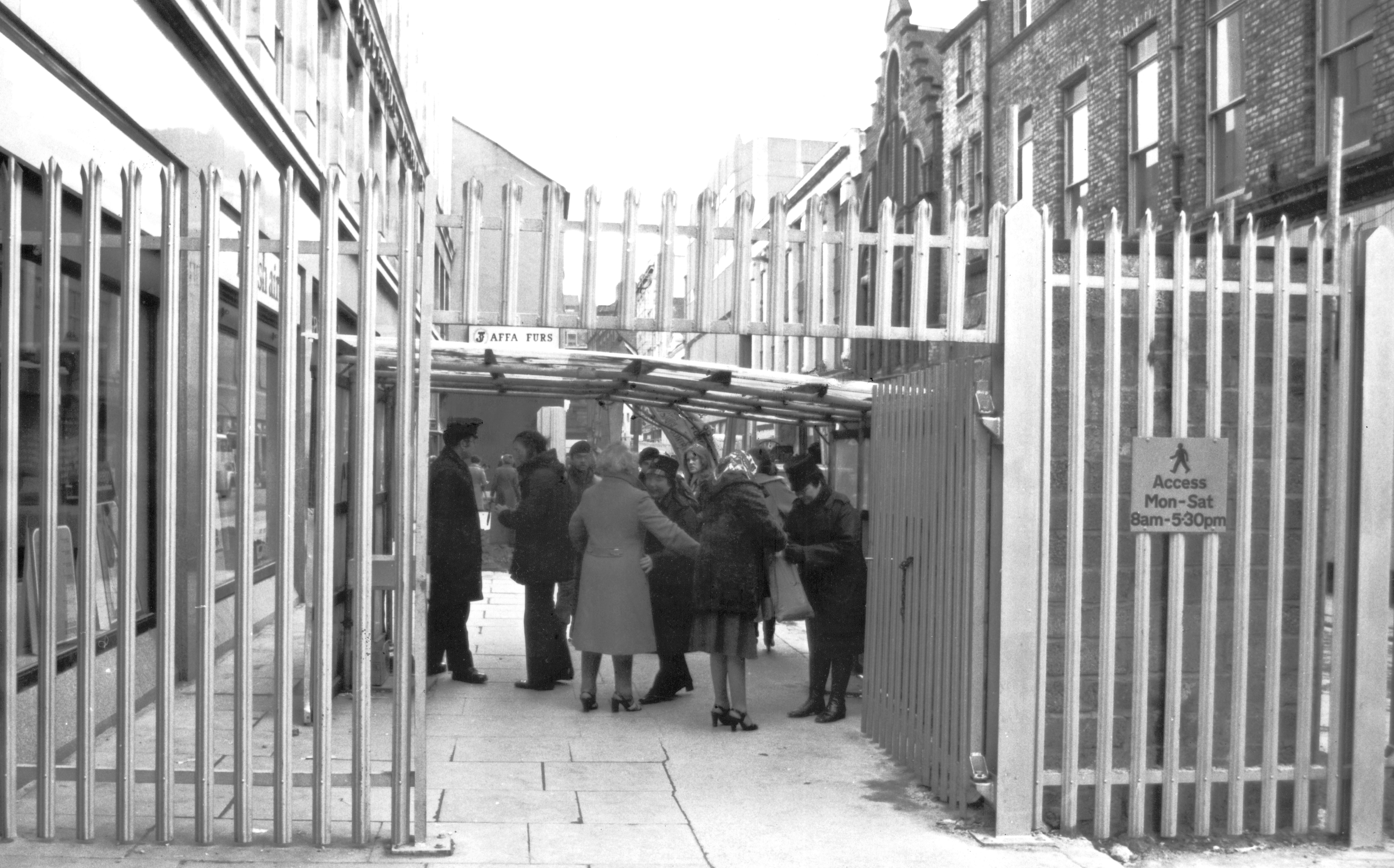
Fouille Britannique à l'entrée d'un quartier protestant de Belfast en 1978.

La trêve doit prendre fin le 2 janvier 1975. Le gouvernement britannique, via le diplomate James Allan et l'agent du MI6 Michael Oatley, et l'IRA provisoire entament des négociations secrètes. Promettant de relâcher les internés et des pourparlers en vue d'un retrait militaire, les Britanniques obtiennent de l'IRA provisoire une trêve illimitée, annoncée le 8 février. Des Truce Incident Centres (Centre de contrôle de la trêve), contrôlés par le Sinn Féin, doivent vérifier le respect de la trêve. La violence reprend peu à peu au cours de l'été 1975. Des unités autonomes et des organisations prête-noms de l'IRA provisoire y participent. Les Truce Incident Cenres sont fermés le 12 novembre et la trêve, qui n'en avait plus que le nom, prend fin, bien que des pourparlers continuent secrètement entre l'IRA provisoire et le gouvernement britannique.
En décembre 1974, l'Irish Republican Socialist Party scissionne de l'Official Sinn Féin. En réponse, l'IRA officielle déclenche début 1975 une campagne d'assassinats, parfois en lien avec l'Ulster Volunteer Force, contre les membres de la nouvelle organisation. À l'automne 1975, un conflit éclate entre les Provos et les Officials, faisant plusieurs morts. L'Irish National Liberation Army, la branche armée de l'Irish Republican Socialist Party, se rapproche militairement de l'IRA provisoire.
Au cours de l'année 1977, la PIRA se réorganise en cellules sous l'impulsion de Gerry Adams et Martin McGuinness. Le rôle du Sinn Féin est aussi précisé : il s'agit désormais d'en faire une organisation de masse tant au Nord qu'au Sud. Des unités agissant à l'étranger contre les intérêts britanniques sont créées. En 1979, les Provisoires tuent Richard Sykes, l'ambassadeur britannique aux Pays-Bas, et Louis Mountbatten, l'oncle de la reine Élisabeth II, tandis que l'Irish National Liberation Army abat Airey Neave, un proche de Margaret Thatcher. Les paramilitaires républicains ciblent désormais des personnalités de premier plan.
Les loyalistes sont opposés à la trêve et entendent la faire échouer en attaquant la population catholique de manière que l'IRA provisoire reprenne les armes pour défendre les ghettos. Une nouvelle organisation coordonnant les différents groupes paramilitaires est fondée, l'Ulster Loyalist Central Co-ordinating Committee. Renforcés par leur victoire électorale de mai 1975, les loyalistes se préparent à un retrait britannique et à une prise militaire du pouvoir d'une Irlande du Nord indépendante tant de l'Irlande que du Royaume-Uni, similaire à l'indépendance de la république de Rhodésie en 1965. Le 2 mai 1977, l'United Unionist Action Council, regroupant l'Ulster Workers' Council et des groupes paramilitaires, lance un nouvel appel à la grève générale, sur le modèle de celle de 1974. Mais la grève échoue et s'arrête onze jours plus tard. La multiplication des attentats sectaires, joue en défaveur des loyalistes, et en novembre 1975, l'Ulster Volunteer Force est de nouveau interdite. Dans la seconde moitié des années 1970 s'ouvrent des procès sur les violences loyalistes. Ainsi, onze membres du gang des Shankill Butchers sont condamnés à quarante-deux peines de prison à vie.
Les élections de mai 1975, une ébauche de solution politique, sont un échec, les loyalistes obtenant une large majorité et les républicains ayant appelé au boycott (d'où résulte 40 % d'abstention). Néanmoins une volonté de sortie de crise est perceptible tant dans la population, les gouvernements que dans les groupes paramilitaires. En décembre 1976 est voté le Fair Employment Act (Acte de l'emploi juste), tentative d'en finir avec la discrimination à l'embauche. En août 1976, la mort de trois enfants lance un mouvement pacifiste spontané, bientôt transformé en Peace People par Mairead Corrigan et Betty Williams. Les paramilitaires des deux camps entament des pourparlers de paix sans le gouvernement britannique par l'intermédiaire des avocats Desmond Boal pour les loyalistes et Seán MacBride pour les républicains à la fin de l'année 1976, mais le projet échoue au début de l'année suivante. Certaines personnalités internationales comme le président américain Jimmy Carter en 1977 et le pape Jean-Paul II en 1979 appellent à la résolution du conflit. En mai 1979, les conservateurs gagnent les élections britanniques, portant Margaret Thatcher au pouvoir. Le meurtre d'un de ses proches, Airey Neave, par l'INLA au mois de mars explique en partie son intransigeance envers les républicains et les nationalistes irlandais,. À partir de 1975, la politique britannique en Irlande du Nord s'organise selon deux axes : la criminalisation et l'« ulsterisation »,,. Il s'agit pour le gouvernement britannique de s'appuyer davantage sur des troupes recrutées localement, pour limiter les pertes parmi les soldats anglais et réduire la pression sur les responsables politiques pour qu'ils mettent fin au conflit.
La trêve de 1975 met fin à l'internement sans procès, mais les procès sans jury et avec un seul juge continuent. Le 4 novembre 1975 est annoncée la fin du Special Category Status, applicable à partir du 1er mars 1976. Désormais, les infractions paramilitaires sont jugées comme du droit commun en Irlande du Nord, tandis que de nouvelles mesures sécuritaires sont établies au Sud. Dès 1976, des prisonniers républicains du Maze refusent de porter l'uniforme de prisonniers de droit commun. Cette Blanket protest (littéralement « protestation de la couverture ») s'amplifie : au milieu de l'année 1977, on compte autour de 150 participants, en 1978 autour de 300. En mars 1978, le mouvement prend une autre envergure avec la Dirty protest (littéralement « protestation de la saleté »). Les prisonniers républicains refusent de sortir de leur cellule pour se laver pour protester contre la violence des gardiens. Par la suite, ils jettent leur urine dans les couloirs de la prison et tapissent les murs de leur cellule avec leurs excréments. Mais le gouvernement britannique ne réagit pas.

### 1980-1990: l'ère Thatcher
Au début des années 1980, les conflits des H-Blocks (surnom des bâtiments des prisons, en forme de « H ») s'intensifient, contribuant à donner une audience internationale aux problèmes de l'Irlande du Nord. En janvier 1980, les prisonniers républicains font paraître leurs revendications, les Five Demands,. Le 10 octobre, le Sinn Féin annonce une grève de la faim pour le 27, suivie par six membres de l'IRA provisoire et un de l'Irish National Liberation Army détenus à Long Kesh, rejoints par trois prisonnières de la PIRA le 1er décembre et 23 autres prisonniers le 10 du même mois. Un accord entre l'IRA provisoire et le gouvernement britannique y met fin. Le jour anniversaire de la fin du Special Category Status, le 1er mars 1981, Bobby Sands, officier de la PIRA, refuse de s'alimenter, lançant une seconde grève de la faim. D'autres prisonniers de la PIRA et de l'INLA se joignent au mouvement. Les républicains présentent plusieurs des grévistes aux élections en Irlande du Nord et du Sud. Le 10 avril, Bobby Sands est élu député à la Chambre des communes, provoquant un fort remous politique et médiatique, mais il meurt le 5 mai. Le 11 juin, Kieran Doherty est élu député en Irlande, mais il meurt le 2 août. En tout, onze prisonniers trouvent la mort durant cette grève, malgré les tentatives d'intervention de la Croix-Rouge, de la Cour européenne des droits de l'homme, du Vatican et du gouvernement irlandais. Partout dans le monde se forment des comités de soutien aux grévistes et certains États, dont l'Iran, l'URSS et plusieurs anciennes colonies britanniques, critiquent l'action du Royaume-Uni.

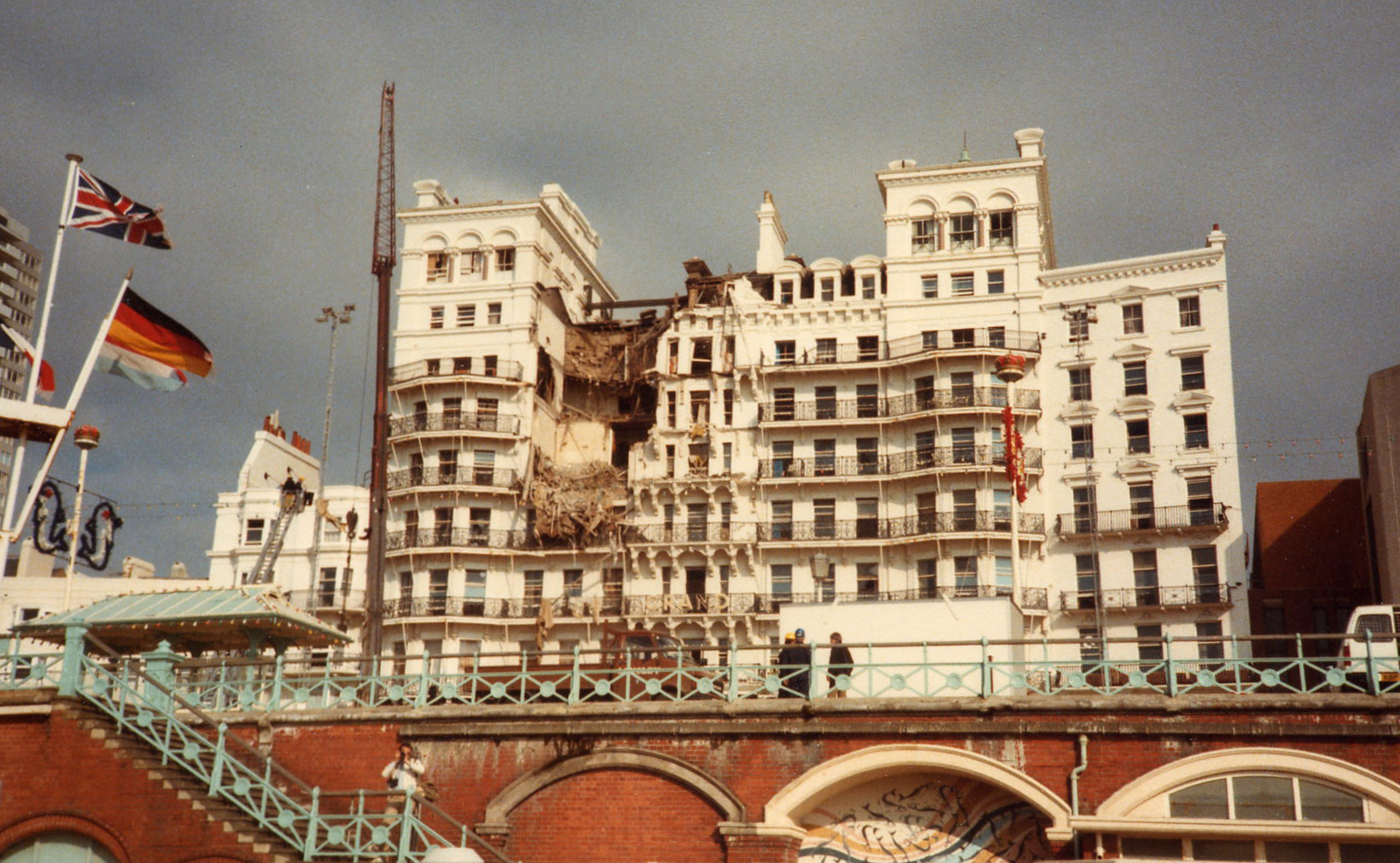
En 1984, l'IRA provisoire tente d'assassiner Margaret Thatcher en faisant exploser une bombe au Grand Hôtel de Brighton.

Margaret Thatcher refuse effectivement tout compromis, selon sa formule : « on ne parle pas avec les terroristes », malgré des contacts entre le MI6, l'IRA provisoire et certains prisonniers,. À la suite du décès des grévistes, la PIRA condamne à mort le Premier ministre. Le 12 octobre 1984, à 2 h 45 du matin, une bombe de l'IRA provisoire explose au Grand Hôtel de Brighton, lieu de la réunion annuelle du Parti conservateur. Cinq personnes sont tuées, mais Margaret Thatcher en réchappe de justesse.
Durant toute la durée de son mandat, Margaret Thatcher refuse toute discussion avec des groupes armés, que ce soient l'IRA provisoire ou le Congrès national africain. Cette inflexibilité se traduit par une propagande accrue des services secrets britanniques durant la seconde grève de la faim. Au début des années 1980, elle s'accompagne d'une véritable campagne d'assassinats de la part des groupes paramilitaires loyalistes et des services secrets, agissant parfois de concert, peut-être avec l'accord dans certains cas du Premier ministre. Des unités militaires et policières, comme l'E4A ou le Special Air Service, sont impliquées dans une supposée « politique du tirer-pour-tuer »,. Ces meurtres visent les personnalités politiques républicaines, en particulier celles soutenant la lutte des prisonniers. À la fin de la décennie, plusieurs révélations vont être faites sur l'activité des Britanniques depuis le début des Troubles, à la fois grâce à l'investigation de journalistes, de policiers comme John Stalker et par les confessions d'anciens des services secrets tel Peter Wright : faux attentats, déstabilisation du gouvernement travailliste en 1974, escadron de la mort, etc.
Le camp républicain se transforme profondément au cours de la décennie. La Convention générale de l'IRA provisoire se réunit le 20 septembre 1986 dans le comté de Meath et l'Ard Fheis (le congrès du parti) du Sinn Féin à Dublin le 2 novembre. Deux courants s'opposent : d'un côté les partisans de l'électoralisme (Gerry Adams, Martin McGuinness, Patrick Doherty, etc.), de l'autre les traditionalistes attachés à l'abstentionnisme (Ruairí Ó Brádaigh, Seán MacStíofáin, etc.). En octobre, la Convention générale jure de continuer la lutte armée mais ouvre la voie à une plus large participation dans la vie politique électorale. Lors de l'Ard Fheis, est proposé de mettre fin à la tradition républicaine de l'abstentionnisme. La motion est acceptée à 429 voix contre 161. Les traditionalistes quittent alors le Sinn Féin pour fonder le Republican Sinn Féin. Selon l'expression de Danny Morrison, la stratégie des républicains est désormais celle de « Armalite and Ballot Box » (« Armalite et urne »).
Pendant les grèves de la faim de 1981, l'Irish National Liberation Army, contrairement à l'IRA provisoire, multiplie les attentats. L'organisation implose l'année suivante après l'arrestation de son leader, Dominic McGlinchy. Les règlements de compte sanglants entre les différents groupes obligent Gerry Adams à demander l'auto-dissolution de l'INLA en 1987. Par la suite, ses membres semblent avoir largement abandonné la lutte armée, parfois pour des activités criminelles.
Au début des années 1980, le Royaume-Uni et l'Irlande tentent de résoudre le conflit par un dialogue entre les deux États : Plan Prior dès 1982, New Ireland Forum, Anglo-Irish Agreement en novembre 1985. Provoquant l'ire des unionistes, cet accord permet un droit de regard de l'Irlande sur la politique nord-irlandaise. Le Social Democratic and Labour Party entame le 11 janvier 1988 des discussions avec le Sinn Féin en vue d'une coalition électorale nationaliste, voie vers une solution politique et donc un désarmement de l'IRA provisoire. L'année 1989 est le réel point de départ du processus de paix de la décennie suivante. Le Secrétaire d'État pour l'Irlande du Nord Peter Brooke avoue douter d'une possible victoire militaire sur l'IRA provisoire et, si elle diminue son action, envisager des pourparlers avec elle. En mars 1990, par la voix du Sinn Féin, l'organisation refuse tout cessez-le-feu comme préalable aux discussions. Au mois de novembre, le conservateur John Major remplace Margaret Thatcher au poste de Premier Ministre. L'IRA provisoire annonce une trêve de trois jours pour Noël, la première depuis 1975.

### 1991-1998: processus de paix
Dès le 7 février 1991, l'IRA provisoire avertit le nouveau Premier ministre de la persistance du problème nord-irlandais en s'attaquant au mortier à sa propre résidence, le 10 Downing Street. Pour autant, de nombreux acteurs entament des discussions pouvant mener à la paix : services secrets, partis politiques, membres du clergé, etc. En 1992, le Social Democratic and Labour Party tentent de trouver un accord avec les unionistes, puis en 1993 (par l'intermédiaire de John Hume, Martin McGuinness et Gerry Adams) avec le Sinn Féin. Le plus important soutien aux républicains vient pourtant d'outre-atlantique, lorsque le candidat démocrate Bill Clinton, en pleine campagne pour les élections présidentielles de 1992, critique la politique britannique en Irlande du Nord.

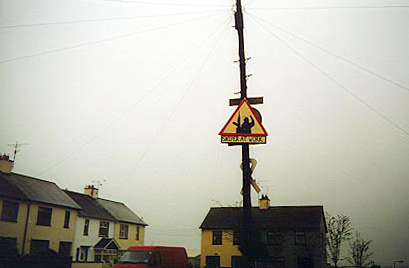
Dans la première partie des années 1990, l'IRA provisoire fait grand usage des snipers.

Malgré ces avancées, la violence continue de la part des deux camps. Les loyalistes reprennent leurs campagnes d'assassinats sectaires, mais aussi de membres du Sinn Féin et de leurs familles. L'IRA provisoire lance une campagne d'attentats à la bombe en Angleterre (attentats de Warrington, attentats de la City, etc.). Elle endosse par ailleurs un rôle de police en s'attaquant au trafic de drogue, menant de véritables raids ou encore abattant des trafiquants, tel Martin Cahill. Le 15 décembre 1993, les Premiers ministres britannique et irlandais, John Major et Albert Reynolds, dans la Downing Street Declaration, affirment le droit à l'autodétermination pour les Nord-irlandais. Consciente de l'avancée du processus de paix, l'IRA provisoire décide d'un cessez-le-feu le 31 août 1994, suivi par l'Ulster Volunteer Force et l'Ulster Freedom Fighters le 9 septembre.
En janvier 1994, Bill Clinton accorde un visa limité pour les États-Unis à Gerry Adams. La censure interdisant l'accès aux ondes britanniques aux républicains, nationalistes et loyalistes, est levée. Tandis que différents groupes paramilitaires étudient leurs possibles évolutions dans la sphère politique après la paix, les pourparlers bloquent sur la question du désarmement, gérée par une commission internationale, l'Independent International Commission on Decommissioning, reconnue en 1997 par les gouvernements britannique et irlandais. Au bout d'un an et demi de trêve, le 9 février 1996, l'IRA provisoire, déçue par le manque d'avancée du processus de paix, rompt le cessez-le-feu en reprenant sa campagne d'attentats en Angleterre, alors que des dissidences commencent à se faire jour dans le camp des paramilitaires républicains. Aux activités de l'Irish National Liberation Army s'ajoutent celles de la Continuity Irish Republican Army, branche armée du Republican Sinn Féin.

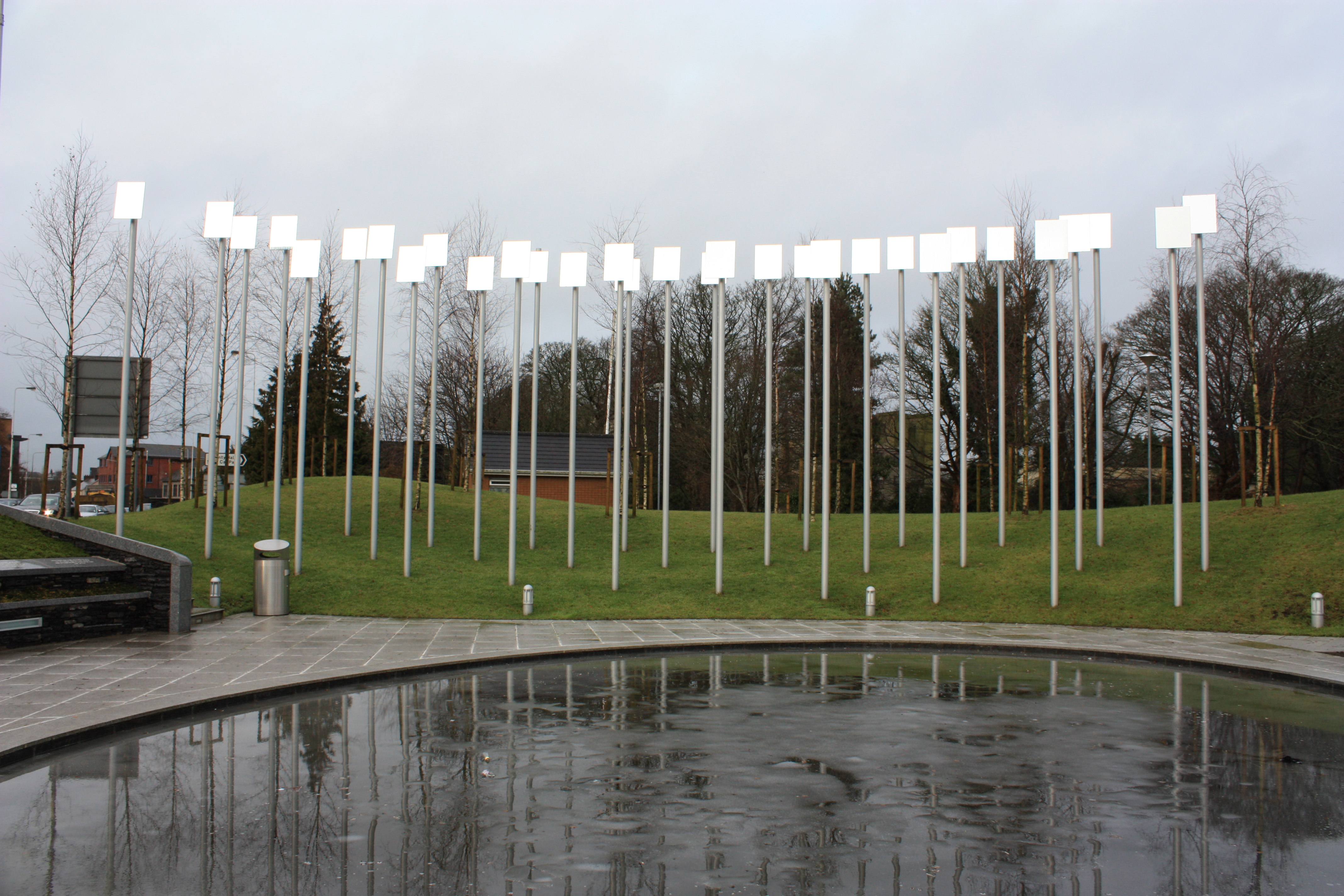
Mémorial de l'attentat d'Omagh, l'un des plus meurtriers du conflit.

Le 1er mai 1997, le travailliste Tony Blair remplace John Major au poste de Premier ministre, engageant rapidement des pourparlers avec le Sinn Féin. Le 20 juillet, l'IRA provisoire déclare une nouvelle trêve et, le 9 septembre, le Sinn Féin annonce prôner la non-violence. Irish National Liberation Army, Continuity Irish Republican Army, Loyalist Volunteer Force (une dissidence de l'Ulster Volunteer Force) et Real Irish Republican Army (une nouvelle scission de l'IRA provisoire) continuent pour autant leurs attentats, tandis qu'apparaissent de nouveaux groupes à l'existence éphémère comme la Catholic Reaction Force ou la Direct Action Against Drugs,. Le 10 avril 1998 est signé l'accord du Vendredi saint par Tony Blair et Bertie Ahern, soutenu par David Trimble pour l'Ulster Unionist Party, John Hume pour le Social Democratic and Labour Party et Gerry Adams pour le Sinn Féin. Il met fin à toutes revendications de l'Irlande sur l'Irlande du Nord (inscrites dans la Constitution irlandaise), établit les bases du futur gouvernement consociatif et lance un programme de désarmement et de libération des prisonniers. Le 22 mai, deux référendums (un au Nord et un au Sud) sanctifient cet accord : 77,1 % de oui au Nord, 94,5 % au Sud. La moitié de la population protestante et 10 % des catholiques votent contre. Le 25 juin 1998 se déroulent les premières élections pour la nouvelle Assemblée nord-irlandaise. Cependant, le processus de paix n'induit pas une réconciliation totale. Le 15 août, la Real Irish Republican Army fait exploser une voiture piégée à Omagh, faisant 28 morts, attentat condamné par l'ensemble des signataires de l'accord et la population. Deux jours plus tard, l'Irish National Liberation Army approuve le plan de paix et déclare un cessez-le-feu. David Trimble et John Hume reçoivent le Prix Nobel de la paix.

### 1999-2010: désarmement et dissidents

Évolution géographique des résultats électoraux entre 1997 et 2015.

Le 2 décembre 1999, le nouveau gouvernement exécutif issu de l'accord du Vendredi saint est établi, David Trimble devient Premier ministre et Seamus Mallon vice-Premier ministre, les deux fonctions étant politiquement similaires en vertu de la diarchie consociationaliste instituée par l'accord. Le Direct Rule est rétabli à plusieurs reprises pendant la décennie par le Secrétaire d'État pour l'Irlande du Nord, principalement à cause du manque d'avancées du processus de paix. Suivant l'accord de paix, la Royal Ulster Constabulary se transforme en Police Service of Northern Ireland le 4 novembre 2001, malgré l'opposition des unionistes,. Les partis modérés subissent un recul électoral, et, le 8 mai 2007, Ian Paisley, du Democratic Unionist Party, devient Premier ministre d'Irlande du Nord et Martin McGuinness, ancien chef d'État-major de l'IRA provisoire et membre du Sinn Féin, vice-Premier ministre. Démissionnaire l'année suivante, Ian Paisley est remplacé à son poste par Peter Robinson, du Democratic Unionist Party.

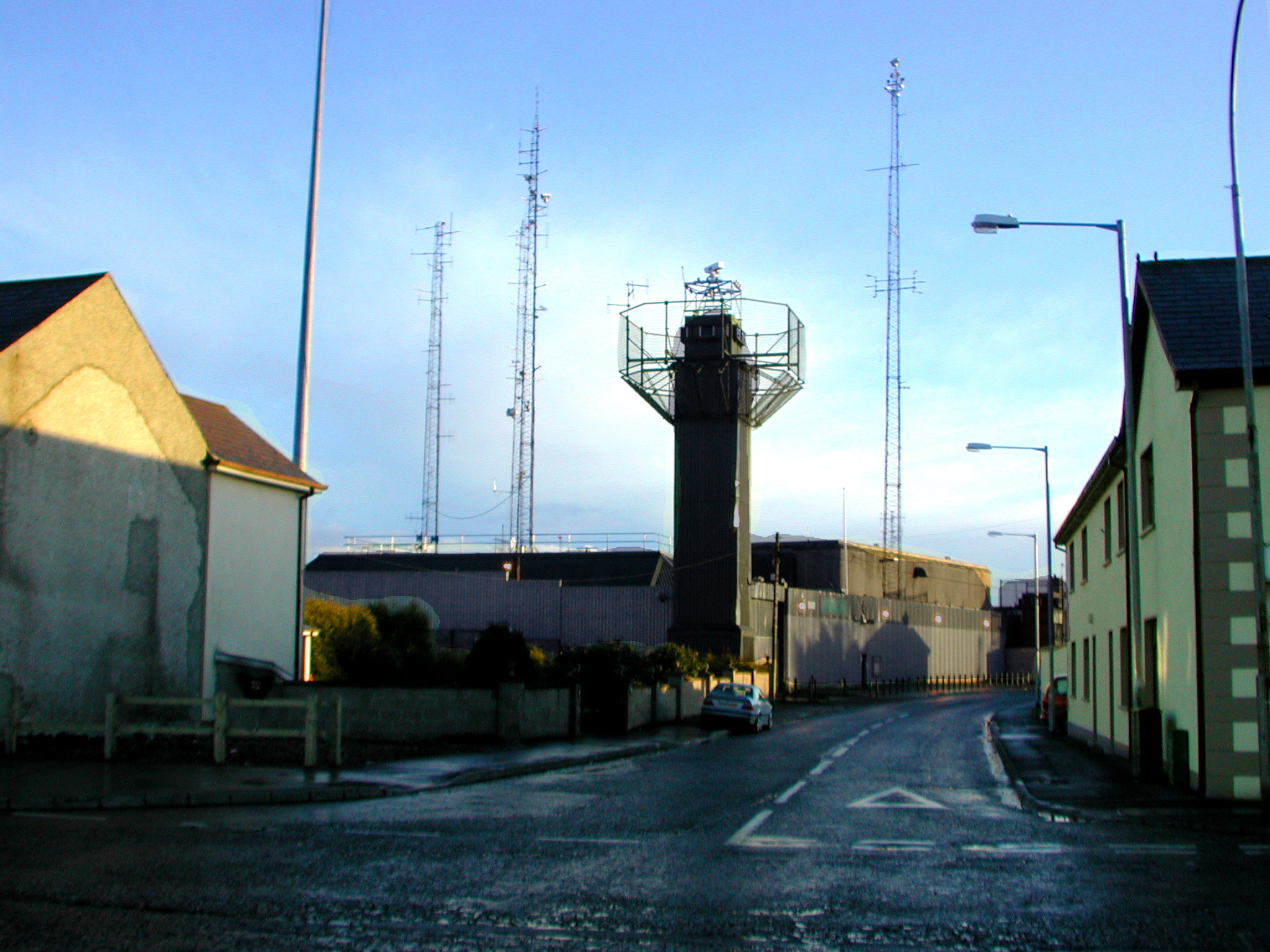
Tour de guet de la R.U.C en 2001 à Crossmaglen, comté d'Armagh, Irlande du Nord.

Les actes de violence continuent malgré l'accord de Belfast, mais à un degré bien moindre. Des organisations dissidentes des groupes participants au processus de paix continuent attentats et assassinats : Red Hand Defenders, Orange Volunteers, Continuity Irish Republican Army, etc. Le 12 octobre 2001, le cessez-le-feu de l'Ulster Defence Association, des Ulster Freedom Fighters et de la Loyalist Volunteer Force est considéré comme nul par le gouvernement britannique. Des règlements de compte et des assassinats de trafiquants de drogue forment le gros de la violence paramilitaire de la décennie, malgré l'activité renouvelée contre le Royaume-Uni de groupes dissidents républicains comme la Real Irish Republican Army ou la Continuity Irish Republican Army, qui frappent même Londres. Le 28 juillet 2005, l'IRA provisoire annonce la fin définitive de sa campagne armée, suivi le 11 octobre 2009 par l'Irish National Liberation Army.
Le désarmement des groupes paramilitaires progresse tout au long des années 2000. Si la Loyalist Volunteer Force a rendu quelques-unes de ses armes en décembre 1998, il faut attendre juin 2000 pour qu'un premier stock d'armes de l'IRA provisoire le soit. L'Independent International Commission on Decommissioning assure du total désarmement de la PIRA le 26 septembre 2005, de l'Official Irish Republican Army et de l'Irish National Liberation Army en 2010. L'Ulster Volunteer Force et les Red Hand Commandos commencent à rendre des armes à partir du 18 juin 2009, suivi par l'Ulster Defence Association. Le 1er août 2007, les opérations militaires britanniques en Irlande du Nord ont officiellement pris fin après trente-huit ans.

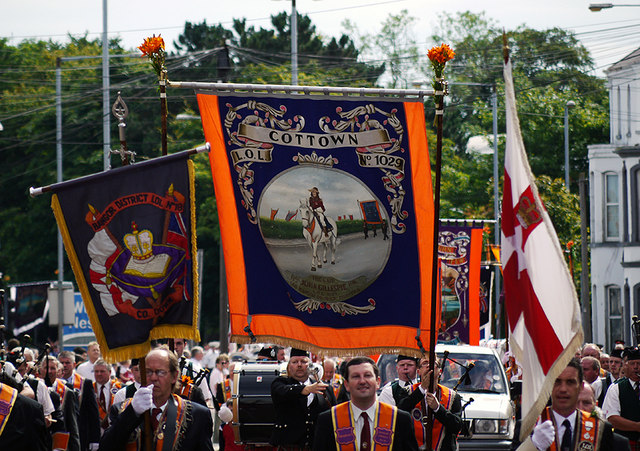
Parade des Orangistes, 12 juillet 2010 à Bangor.

La violence interconfessionnelle n'est néanmoins pas totalement éteinte. Alors que s'accroît la ségrégation spatiale (entraînant la disparition des quartiers mixtes) et sociale (les jeunes générations communiquant moins que leurs parents avec des membres de l'autre communauté), des Peace Walls sont régulièrement construits pour limiter le risque d'affrontements et des émeutes éclatent régulièrement lors des parades orangistes, en particulier à Portadown, ou encore autour d'écoles catholiques situées dans un quartier protestant.

### À partir de 2021: «Brexit» et crise politique
Début avril 2021, quelques mois après l'officialisation du retrait du Royaume-Uni de l'Union européenne à la suite du référendum de 2016 qui a vu une majorité des citoyens nord-irlandais voter pour le maintien, des émeutes éclatent dans des zones loyalistes à majorité protestante, où les conséquences du « Brexit » ont nourri un sentiment de trahison. En effet, le « protocole nord-irlandais » négocié par le Royaume-Uni et l'Union européenne a rétabli des contrôles douaniers entre le marché britannique et le marché européen au niveau des ports et non dans les terres, pour éviter le retour d'une frontière irlandaise physique. Cette « frontière » au niveau des ports mécontente les loyalistes qui se sentent « éloignés » voire « isolés » du reste du Royaume-Uni.

## Un conflit armé
Selon le Police Service of Northern Ireland, de 1969 à 2003, il y a eu 36 923 fusillades, 16 209 attentats ou tentatives d'attentats à la bombe, 2 225 incendies ou tentatives d'incendies volontaires. Entre 1972 et 2003, 19 605 personnes sont mises en examen sur une charge de terrorisme.
Sur les 3 526 morts du conflit, entre 1969 à 2001, selon Malcolm Sutton :
- 2 058 sont tués par les groupes paramilitaires républicains ;
- 1 018 sont tués par les groupes paramilitaires loyalistes ;
- 363 sont tués par les forces de sécurité britanniques ;
- 1 842 sont des civils ;
- 1 114 sont des membres des forces de sécurité britanniques ;
- 393 sont des paramilitaires républicains ;
- 167 sont des paramilitaires loyalistes.

Le Northern Ireland Annual Abstract of Statistics compte entre août 1969 et 2002, 22 539 vols à main armée pour un total de 43 074 000 livres sterling dérobées.
Selon le Police Service of Northern Ireland, les forces de sécurité saisissent, entre 1969 et 2003, 12 025 armes à feu et 112 969 kilos d'explosif.

### Forces de sécurité officielles
Le conflit s'étend parfois hors d'Irlande du Nord, impliquant différentes forces de sécurité (armée, police, service de renseignement) autour du monde comme le Federal Bureau of Investigation ou la police du Danemark. Cependant, les principales forces de l'ordre impliquées sont celles d'Irlande du Nord et, à un degré moindre, celles d'Irlande (les Forces de Défense irlandaises et la Garda Síochána na hÉireann) et celles du reste du Royaume-Uni.
Le Royal Ulster Constabulary (RUC), créé en 1922, est la principale force de police nord-irlandaise. Son recrutement principalement protestant lui attire de nombreuses critiques qui la fait remplacer par le Police Service of Northern Ireland en 2001. Elle possède plusieurs branches spéciales comme l'E4A ou la Special Branch. Fondé en 1920, l'Ulster Special Constabulary (B-Specials) est une force supplétive de police, mais son recrutement essentiellement protestant et sa participation aux violences de l'été 1969 entraîne sa transformation en une unité militaire, l'Ulster Defence Regiment (UDR).
Les Forces armées britanniques interviennent dès 1969 dans le conflit et sont responsables de 316 morts pendant le conflit. Le gouvernement réduit peu à peu leur présence au profit de l'Ulster Defence Regiment, au recrutement local. Fondé en 1970, ce régiment, composé en large majorité de protestants, est impliqué dans des affaires de collusion avec les groupes paramilitaires loyalistes, menant à sa dissolution en 1992 dans le Royal Irish Regiment.
Plusieurs services de renseignement et forces spéciales britanniques sont actifs dans le conflit, sans tous agir directement en Irlande du Nord : MI5, MI6, Defense Intelligence Staff, Special Military Units, etc. Le Special Air Service (SAS), force d'élite de l'Armée britannique, est actif à partir de 1970 en Irlande du Nord (il n'est envoyé officiellement qu'en 1976). Il mène des opérations de déstabilisation et d'intoxication (attentats « false flag », faux groupes, etc.) et serait impliqué dans une « politique du tirer-pour-tuer ».
Entre 1973 et 1998, les forces de sécurité utilisent 125 000 balles en plastique, causant plusieurs morts.

### Groupes paramilitaires loyalistes
Plusieurs groupes paramilitaires loyalistes interviennent dans le conflit. Si l'Ulster Defence Association (fondée en 1971) est la plus importante organisation en taille avec, à son apogée, 30 000 membres, l'Ulster Volunteer Force (fondé en 1966) l'est par sa violence, faisant 426 morts pendant le conflit. Certains groupes connaissent une période de légalité (l'Ulster Defence Association jusqu'en 1992 et l'Ulster Volunteer Force entre 1974 et 1975) et utilisent pour revendiquer leurs actions des prête-noms tel l'Ulster Freedom Fighters à partir de 1973 pour l'Ulster Defence Association. Plusieurs factions apparaissent de manière épisodique pendant les Troubles, parfois soupçonnées d'être des dissidences ou des prête-noms d'autres groupes : Red Hand Commandos (fondée en 1972), Orange Volunteers (fondé dans les années 1970), Ulster Service Corps (fondée en 1976), etc. À différentes reprises, les paramilitaires loyalistes tentent de se fédérer : Ulster Army Council, Ulster Loyalist Central Co-ordinating Committee, United Unionist Action Council, Combined Loyalist Military Command, etc.
En 1973, un document officiel britannique indique que jusqu'à 15 % des membres de l'Ulster Defence Regiment (UDR) ont « des liens avec des paramilitaires et que l'appartenance simultanée aux deux organisations est fréquente ». Le document précise que des soldats de l'UDR livrent fréquemment des armes aux groupes paramilitaires unionistes.

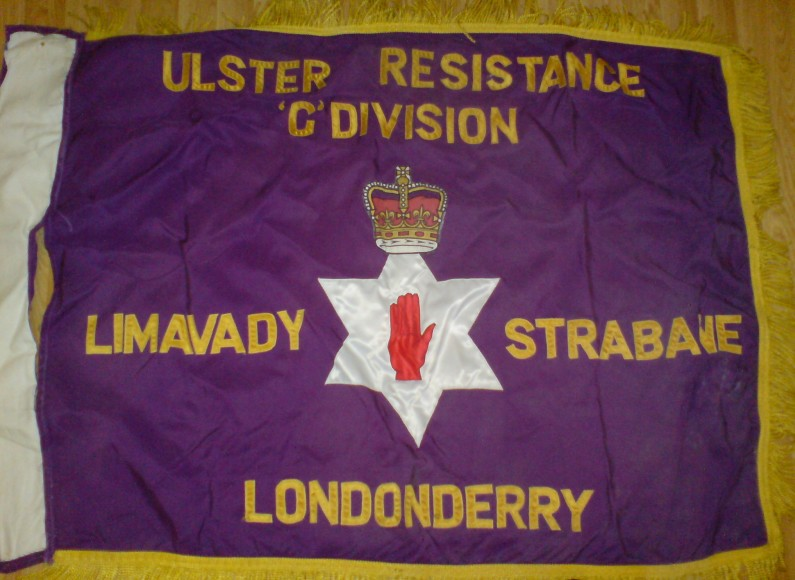
Drapeau d'une section locale dUlster Resistance.

Au cours du processus de paix, et en particulier après l'accord du Vendredi saint, apparaissent de nouvelles organisations, certaines soupçonnées d'être des dissidences ou des prête-noms des groupes ayant soutenu l'accord (Ulster Defence Association, Ulster Volunteer Force, Ulster Freedom Fighters) : Red Hand Defenders (fondé en 1998), Orange Volunteers (réapparu en 1998), Loyalist Volunteer Force (fondé en 1996), Ulster Resistance (fondé en 1986), etc. En 2009-2010, l'Ulster Defence Association, l'Ulster Freedom Fighters, l'Ulster Volunteer Force et les Red Hand Commandos commencent leur désarmement.
L'arsenal de ces organisations est composé de pistolets-mitrailleurs Uzi, de fusils d'assaut AK-47, de différentes armes de poing, d'armes artisanales, parfois de lance-roquettes RPG-7 et d'explosifs (principalement du Powergel, parfois artisanaux).
80 % des personnes tuées par les groupes paramilitaires unionistes étaient des civils. Au cours du conflit, les formes de violence ont varié. Entre 1972 et 1976, les unionistes tuent 567 personnes. S'ensuit une période de relative inactivité, avant que la violence ne reprenne en intensité : 50 assassinats entre 1986 et 1987, et 224 entre 1988 et 1994. Les victimes sont le plus souvent des civils catholiques pris au hasard.

### Groupes paramilitaires républicains
À peu près tous les groupes paramilitaires républicains du conflit ont une filiation plus ou moins directe avec la scission de 1922 de la première Irish Republican Army. À la suite de la bataille du Bogside en 1969, celle-ci éclate en deux organisations : la tendance militariste fonde la Provisional Irish Republican Army, la tendance politique l'Official Irish Republican Army. Si l'Official Irish Republican Army déclare un cessez-le-feu en 1972, la Provisional Irish Republican Army va rapidement devenir le principal groupe paramilitaire républicain, fort à son apogée, selon les estimations, d'entre 1 500 et 6 000 membres, et responsable de 1 824 morts pendant le conflit. Plusieurs groupes apparaissent par la suite, souvent soupçonnés de représenter l'aile militaire de partis politiques à la manière de l'IRA et du Sinn Féin : Irish National Liberation Army (fondée en 1975, soupçonnée d'être la branche militaire de l'Irish Republican Socialist Party), Continuity Irish Republican Army (apparue en 1996, peut-être la branche armée du Republican Sinn Féin), Real Irish Republican Army (fondée en 1997, soupçonnée d'être la branche militaire du 32 County Sovereignty Movement), etc. La plupart semble être formée de dissidents de l'IRA officielle ou de l'IRA provisoire. Même Saor Éire, actif principalement en Irlande de 1967 à 1975, naît d'une scission de l'Irish Republican Army.
L'implication de la Provisional Irish Republican Army dans le processus de paix fait apparaître des groupes dissidents ou soupçonnés d'être de simples prête-noms : Continuity Irish Republican Army, Real Irish Republican Army, Óglaigh na hÉireann, Direct Action Against Drugs, etc. Peu à peu, les principales organisations déposent les armes : la Provisional Irish Republican Army en 2005, l'Official Irish Republican Army et l'Irish National Liberation Army en 2010.
L'arsenal des groupes républicains se compose de fusils, de fusils d'assaut (AK-47, AR-15, AKM), de mitrailleuses (FN MAG, DShK), de lance-roquettes RPG-7, de missiles sol-air SAM-7, de lance-flammes LPO-50, d'armes de poing et de plusieurs tonnes d'explosif Semtex. La Provisional Irish Republican Army utilise aussi de nombreuses armes et des explosifs artisanaux,.
Selon les estimations du général James Glover en 1979, l'IRA provisoire dépense chaque année 950 000 livres sterling pour le conflit ; les « recettes » sont principalement les attaques à main armée (550 000 livres sterling), le racket (250 000 livres sterling) et l'aide de l'étranger (120 000 livres sterling).

## Une guerre contre-subversive
Le conflit nord-irlandais est parfois décrit comme un « terrain d'expérience » de la répression anti-guérilla. Les réponses politiques, militaires, sociales comme sécuritaires britanniques à la crise opèrent d'une stratégie globale de guerre contre-subversive. L'un de ses maîtres d'œuvre est Frank Kitson, responsable militaire de Belfast et auteur d'Opérations de faible intensité - subversion, insurrection et maintien de l'ordre.

### Maintien de l'ordre
Un arsenal législatif soutient l'action des forces de sécurité, spécifique à l'Irlande du Nord (Special Powers Act, Northern Ireland (Emergency Provisions) Act 1973) ou appliqué dans l'ensemble du Royaume-Uni (Prevention of Terrorism Acts). Une équivalence existe en Irlande (Offences against the State Acts). Ces lois donnent des pouvoirs étendus à la police et à la justice : emprisonnement sans charge, perquisition sans mandat, censure, interdiction des rassemblements, tribunal sans jury, garde à vue prolongée, etc. La mesure la plus emblématique est l'internement sans procès prévu par le Special Powers Act en Irlande du Nord et l'Offences against the State Acts de 1939 en Irlande.
L'axe le plus visible de cette stratégie est la militarisation des opérations de maintien de l'ordre. L'armée obtient un rôle de police tandis que de nouvelles technologies et tactiques sont introduites : gaz CS, gaz CN, déplacement des populations, balle en caoutchouc, en plastique, saturation des ghettos, défoliant, fichage de la population, char, etc..
À plusieurs reprises, le SAS, le MI5 et le MI6 tentent de déstabiliser les groupes armés des deux camps, dans une optique de stratégie de tension, en créant de fausses organisations, en jouant sur les dissidences au sein des mouvements républicains et loyalistes ou encore en empêchant des rapprochements entre ces deux tendances.
Les autorités britanniques agissent de manière illégale à plusieurs niveaux dans leur lutte contre les républicains. Le gouvernement est souvent accusé d'avoir mis en place une politique du « tirer pour tuer » (« shoot-to-kill »). Les assassinats de civils comme de membres de partis politiques et de groupes paramilitaires se multiplient dès le début des années 1970. Ils sont le fait des services secrets ou des SAS ou encore de loyalistes ou de gangsters à leurs soldes, comme le révèle l'arrestation en 1973 de Kenneth Littlejohn.

### Torture et mauvais traitements
À plusieurs reprises pendant le conflit, les forces de sécurité britanniques sont accusées d'utiliser la torture contre prisonniers et suspects. En 1971, les interpellés de l'opération Demetrius, qui signe le début de l'internement, dénoncent un usage systématique de la torture, contesté par les autorités. Les prêtres catholiques Faul et Murray établissent une liste de 25 techniques de torture dont ont été victimes les arrêtés, allant de la torture psychologique à l'usage d'électrochocs, en passant par l'agression physique. Dès 1971, Amnesty International fait paraître un rapport dénonçant l'usage de la torture par les forces de sécurité. L'ONG en fait paraître un autre en 1978. Au mois de novembre 1971, une commission d'enquête britannique menée par Edmund Compton refuse le terme torture mais reconnaît des « mauvais traitements ». À la suite d'une plainte de l'Irlande, la Cour européenne des droits de l'homme lance une enquête sur l'usage de la torture en Irlande du Nord. Identifiant cinq techniques d'interrogatoire, le jugement de 1978 ne les reconnaît pas comme torture mais comme « traitements inhumains ou dégradants », tout en notant des violations de la loi par les forces de l'ordre. La commission précédant ce jugement note pourtant que la Special Branch de la Royal Ulster Constabulary assista à un cours sur la torture en avril 1971. Certains historiens, comme Roger Faligot, considèrent que la torture a été utilisée à de nombreuses reprises pendant l'ensemble du conflit.

### Soutien aux modérés et criminalisation
Les Britanniques, tant au niveau du gouvernement que de l'armée et des services secrets, s'assurent de l'apparition de forces alternatives aux mouvements républicains légaux ou illégaux. Ils soutiennent ainsi la création du Social Democratic and Labour Party, mais aussi de différents mouvements pour la paix, tel le Mouvement des femmes pour la paix ou encore des programmes sociaux comme la Northern Ireland Playground Association, destinée aux jeunes. Il s'agit de retirer aux républicains leur soutien populaire.
Les prisonniers républicains et loyalistes - et leurs soutiens - mènent plusieurs luttes au cours du conflit pour améliorer leurs conditions de détention. Leur principale revendication est l'obtention du statut de prisonnier politique, enlevé le 1er mars 1976, ou même de prisonnier de guerre. Le gouvernement britannique utilise la tactique anti-subversive de « criminalisation ». Par ailleurs, le statut de criminel de droit commun lui permet d'utiliser les services d'organisations internationales comme Interpol qui refusent de participer à la répression de mouvements politiques. Le 5 mai 1981, jour de la mort de Bobby Sands à la suite d'une grève de la faim, Margaret Thatcher, alors Premier ministre du Royaume-Uni, déclare au Palais de Westminster : « Monsieur Sands était un criminel reconnu coupable. », symptomatique de cette stratégie.

### Bataille de la communication
Le contrôle de l'information tient une place importante de l'effort britannique dans le conflit. À partir de 1973, sur ordre de l'armée, les médias du Royaume-Uni limitent leurs sujets sur les Troubles. Des membres du MI5 et du MI6 sont placés dans de nombreuses rédactions. Chaque jour à Belfast, un officier tient une conférence pour la presse internationale. L'Overseas Information Department, chargé de la propagande du Foreign Office, et le MI6 se chargent après la mort de Bobby Sands de diffuser sa version des faits auprès de la presse étrangère et des députés européens ainsi que de limiter le succès dans les festivals du documentaire The Patriot Game d'Arthur MacCaig. Le Political Warfare Executive, rattachée au MI6, l'Information Policy, service secret de l'armée britannique, et l'Information Research Department du Foreign Office organisent des campagnes de propagande et d'intoxication tant en Irlande du Nord et en Angleterre que dans le monde entier.

### Collusion entre les forces de sécurité et les groupes paramilitaires loyalistes
La collusion entre les groupes loyalistes et les forces de sécurité est dénoncée dès le début des années 1970 par les républicains. Cette coopération se fait à plusieurs niveaux. La Royal Ulster Constabulary arme des émeutiers loyalistes. Des membres de groupes paramilitaires participent à des opérations britanniques illégales des services secrets ou du SAS (dont des assassinats de membres des IRA comme de civils),. Des soldats de l'Ulster Defence Regiment sont également membres de groupes armés loyalistes,, (groupes qui s'arment en volant des armes à l'Ulster Defence Regiment.).
Plusieurs enquêtes de police (comme celle de John Stevens) et d'organismes plus ou moins indépendants (Cory Collusion Inquiry, Lawyers Committee for Human Rights, Police Ombudsman for Northern Ireland, etc.) dévoilent cette collusion dont l'armée connaît la réalité depuis 1972.

## Aspects politiques du conflit
S'il commence par des revendications sociales, le conflit nord-irlandais va consister dans une large part en un affrontement entre différentes idéologies : l'unionisme, le loyalisme, le républicanisme irlandais, le nationalisme irlandais, etc. tandis que certains partis tentent de dépasser ces clivages traditionnels.

### Les partis britanniques
Pendant le conflit, seuls deux partis, les plus importants du Royaume-Uni, le Conservative Party et le Labour Party, se succèdent à la tête du Royaume-Uni. Traditionnellement, une règle informelle entre ces deux partis interdit à l'opposition de critiquer l'action du gouvernement en Irlande du Nord (le Labour l'outrepasse pourtant en 1971 lors de la mise en place de l'internement). Proche des unionistes jusqu'en 1974, le Conservative Party, au pouvoir de 1970 à 1974 puis de 1979 à 1997, engage le processus de paix impliquant les groupes paramilitaires au début des années 1990, processus abouti par le Labour, attaché à l'idée d'une Irlande unie, lors de l'accord du Vendredi saint en 1998,.

### Les organisations unionistes et loyalistes
L'Ulster Unionist Party est le principal parti unioniste d'Irlande du Nord jusqu'à l'accord du Vendredi saint dont il est l'un des artisans. Il subit alors un déclin au profit du Democratic Unionist Party (fondé en 1971 par Ian Paisley et Desmond Boal), opposé à l'accord et au pouvoir depuis 2007. La politique de Terence O'Neill et la participation de l'Ulster Unionist Party aux processus de paix entraînent plusieurs scission au cours du conflit,. Plusieurs petits partis, parfois proches de groupes paramilitaires, représentent les différentes tendances de l'unionisme et du loyalisme : Progressive Unionist Party, Ulster Democratic Party, etc.
L'Orange Order (fondé en 1795) est une importante organisation unioniste, forte de près de 100 000 membres, proche de l'Ulster Unionist Party. Ses parades sont souvent l'objet de tensions voire d'émeutes. Différents groupes de pression ou autres syndicats, loyalistes apparaissent pendant les Troubles, mais gardent une audience limitée : Loyalist Association of Workers, Ulster Workers' Council, etc.
Quelques rares partis, issus des milieux loyalistes ou unionistes, comme l'Ulster Independence Movement, prône l'indépendance de l'Irlande du Nord à la fois du Royaume-Uni et de l'Irlande.

### Les organisations républicaines et nationalistes
La plupart des organisations politiques républicaines sont issues du Sinn Féin. À la suite de la scission en 1969 de l'Irish Republican Army, le vieux parti éclate en deux tendances : le Provisonal Sinn Féin (lié à la Provisional Irish Republican Army) et l'Official Sinn Féin (lié à l'Official Irish Republican Army). Ce dernier, marxiste, se transforme par la suite en Workers' Party of Ireland et ne conserve qu'une faible audience électorale. Le Provisonal Sinn Féin prend de l'ampleur dans les années 1980 après son abandon de l'abstentionnisme (source d'une scission en 1986, le Republican Sinn Féin, proche de la Continuity Irish Republican Army),,. Des dissidents des deux IRA, opposés à la trêve de 1974, forment l'Irish Republican Socialist Party (lié à l'Irish National Liberation Army). Différentes organisations de soutien à la cause républicaine sont actives en Irlande du Nord et dans le monde, telles l'Irish Northern Aid Committee (NORAID) aux États-Unis.
Issu du mouvement pour les droits civiques, mené par la Northern Ireland Civil Rights Association (NICRA), le Social Democratic and Labour Party devient le principal parti nationaliste, mais perd de son audience électorale après l'accord du Vendredi saint, auquel il participe, au profit du Provisonal Sinn Féin.
Plusieurs partis ou organisations de moindre ampleur sont actifs durant le conflit : Irish Independence Party, Republican Labour Party, etc.

### Les partis inter-confessionnels
L'Alliance Party of Northern Ireland (fondé en 1970) est proche du Liberal Democrat Party britannique. Acceptant un gouvernement consociatif et soutenant l'accord du Vendredi saint, il ne garde qu'une audience limitée pendant le conflit. Fondé en 1968, People's Democracy, issu du mouvement pour les droits civiques, est la principale organisation d'extrême gauche à œuvrer au rapprochement des deux communautés,. Plusieurs autres petits partis hors des clivages idéologiques traditionnels tentent de résoudre politiquement le conflit, mais sans jamais acquérir un réel auditoire : New Ulster Movement, Northern Ireland Women's Coalition, Northern Ireland Labour Party, etc.

## Causes et répercussions sociologiques

### Une société divisée

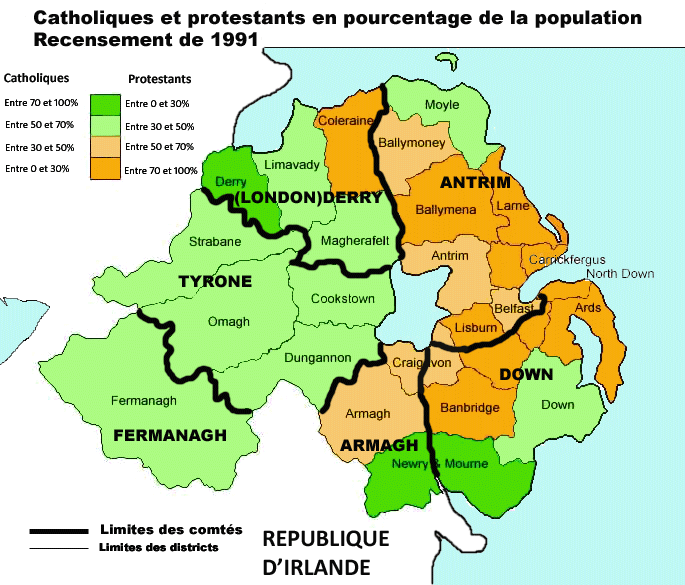
Géographie religieuse de l'Irlande du Nord en 1991.

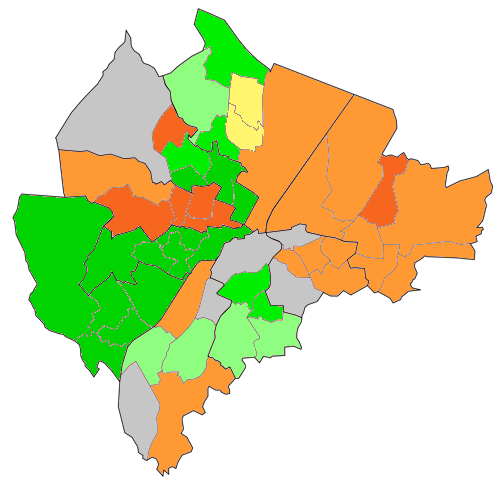
Les quartiers de Belfast en 2011 selon leur population : catholiques à plus de 80 % (vert foncé), catholiques de 60 à 80 % (vert clair), catholiques de 50 à 60 % (gris), protestants de 50 à 60 % (jaune), protestants de 60 à 80 % (orange clair), protestants à plus de 80 % (orange foncé).

Les chercheurs du Cost of the Troubles Study ont observé que trois facteurs (le sexe, la religion et le lieu d'habitation) sont déterminants pour étudier les individus participant au conflit ou victimes du conflit. Une large partie de la population considère que sa vie a changé du fait des violences.
Si les protestants, dans une très large majorité, veulent que l'Irlande du Nord reste dans le Royaume-Uni, les avis des catholiques sont plus disparates, malgré une majorité pour la réunification de l'île. Les protestants se décrivent plus souvent comme Britanniques et unionistes tandis que les catholiques se décrivent comme Irlandais et nationalistes.
Les catholiques ne sont reliés qu'à l'Église catholique et forment pendant le conflit entre 34 et 40 % de la population, tandis que les protestants appartiennent à différents courants, principalement l'épiscopalisme et le presbytérianisme (respectivement autour de 16 % et 20 % de la population),. La fréquentation des lieux de culte des différentes religions est sensiblement plus élevée en Irlande du Nord qu'en Grande-Bretagne. Les mariages se font plus souvent entre personnes de la même communauté religieuse en Irlande du Nord qu'en Grande-Bretagne.
L'origine du conflit, la discrimination sociale, économique et politique qui touche la minorité catholique, est peu à peu remédiée par différentes lois comme le Fair Employment Act et les accords de paix, bien qu'il persiste encore quelques disparités.

### Coût humain
| 1966-1969 | Morts | 1970-1979 | Morts | 1980-1989 | Morts | 1990-1999 | Morts | 2000-2009 | Morts   | 2010-2015 | Morts |
| --------- | ----- | --------- | ----- | --------- | ----- | --------- | ----- | --------- | ------- | --------- | ----- |
|           |       | 1970      | 26    | 1980      | 80    | 1990      | 76    | 2000      | 19      | 2010      | 2     |
|           |       | 1971      | 171   | 1981      | 113   | 1991      | 94    | 2001      | 16      | 2011      | 1     |
|           |       | 1972      | 479   | 1982      | 110   | 1992      | 85    | 2002      | 11 à 16 | 2012      | 2 à 5 |
|           |       | 1973      | 253   | 1983      | 85    | 1993      | 84    | 2003      | 10 à 13 | 2013      | 2 à 4 |
|           |       | 1974      | 296   | 1984      | 69    | 1994      | 60    | 2004      | 4 à 5   | 2014      | 1     |
|           |       | 1975      | 260   | 1985      | 57    | 1995      | 9     | 2005      | 8 à 12  | 2015      | 1 à 4 |
| 1966      | ?     | 1976      | 295   | 1986      | 61    | 1996      | 17    | 2006      | 4 à 5   |           |       |
| 1967      | ?     | 1977      | 111   | 1987      | 98    | 1997      | 21    | 2007      | 3 à 4   |           |       |
| 1968      | ?     | 1978      | 81    | 1988      | 104   | 1998      | 53    | 2008      | 2       |           |       |
| 1969      | 16    | 1979      | 121   | 1989      | 75    | 1999      | 8     | 2009      | 5       |           |       |

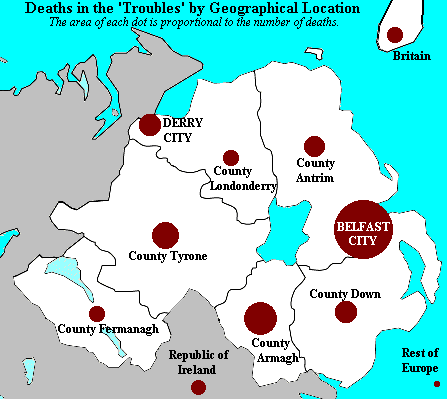
Répartition géographique des morts du conflit.

Le décompte exact de victimes du conflit varie selon les sources.
Selon le Police Service of Northern Ireland, le conflit fait 3 349 morts entre août 1969 et 2002 en Irlande du Nord, et 47 541 blessés entre 1968 et 2003,
Selon la Royal Ulster Constabulary, il y eut 3 181 morts, uniquement en Irlande du Nord, entre août 1969 et décembre 1995,
Selon Marie-Therese Fay, Mike Morrissey et Marie Smyth, il y eut 3 601 morts entre 1969 et 1998,
Selon Richard English, il y eut 3 665 morts entre 1966 et 2001,
Selon Malcolm Sutton, il y eut 3 526 morts entre 1969 et 2001 :
- 1 842 étant des civils ;
- 1 114 étant membres des forces de sécurité britanniques ;
- 393 étant des paramilitaires républicains ;
- 167 étant des paramilitaires loyalistes ;
- 3 204 étant des hommes ;
- 1 522 étant des catholiques nord-irlandais ;
- 1 286 étant des protestants nord-irlandais[CAIN 14].

Autour de 40 000 personnes (3 % de la population nord-irlandaise) ont été blessées durant le conflit.

### Conséquences socio-pathologiques des Troubles
La population nord-irlandaise connaît une présence policière plus élevée que dans le reste du Royaume-Uni, avec en 1994, un policier pour 140 habitants et ce sans compter la présence militaire. Selon différentes recherches, gouvernementales et indépendantes, les Troubles sont significativement responsables de la hausse du nombre de suicides, de dépressions, de la consommation d'alcool, de drogues et de médicaments (anti-dépresseurs, somnifères, sédatifs) ainsi que de différents problèmes de santé, mais aussi du sentiment d'insécurité, de la nervosité, des cauchemars, etc. Ainsi, 30 % des personnes interrogées dans le cadre du Cost of the Troubles Study souffriraient de troubles de stress post-traumatique, les catholiques plus que les protestants (24 suicides protestants contre 41 catholiques, à Belfast en 2014). Dans cette même étude, entre 11 et 30 % des personnes interrogées se sentent coupables d'avoir survécu au conflit.
Aussi, la NISRA (Northern Ireland Statistics and Research Agency) démontre aujourd'hui que le taux de suicide s'est littéralement dédoublé depuis les accords de Paix, passant ainsi de 138 suicides en 1997 à 268 en 2014. De plus, près des trois quarts des derniers suicidés déplorés cette dernière année furent des hommes. Les précédents résultats montrent en effet que la différence sexuée avant les Accords de Paix n'était pas pertinente. Ces données peuvent être mises en parallèle avec le décuplement des revendications sectaires et l'émergence des nouveaux gangs en Irlande du Nord, depuis les dix dernières années. Ils sont plus généralement catholiques d'appartenance et exclusivement composés de garçons de moins de 25 ans (prénommés populairement Hoods) qui n'ont pas fait l'expérience des Troubles et qui se sentent aujourd'hui porteurs d'un certain devoir ; seuls garants du faire-valoir de leurs ascendants, d'une réparation pour leurs communautés respectives.
En janvier 2016, The Irish News révèle que, « depuis les Accords du Vendredi Saint en 1998, plus de personnes ont pris leur propre vie qu'il n'y a eu de personnes tuées durant les Troubles ». Les statistiques sont exponentielles et ne cessent de progresser, ainsi l'ONS (Office for National Statistics) présente l'Irlande du Nord comme ayant le plus déplorable taux de suicide du Royaume-Uni, depuis 2014. Ces chiffres alarmants ne sont pas sans entrer en lien de causalité avec l'héritage des Troubles et son impact sur la nouvelle génération, qui s'auto-déplore en désarroi, perte de repère et privation absolue.

## Représentations du conflit

### Les Troubles et l'art
Plusieurs œuvres artistiques sont influencées par le conflit.
Républicains, loyalistes, nationalistes, unionistes, pacifistes, membres du mouvement des droits civiques, chaque camp possède son répertoire de chants, poèmes, etc. tandis que des artistes nord-irlandais et partout dans le monde traduisent leur vision des événements. Des œuvres de fictions (cinéma, littérature, etc.) traitent des Troubles, parfois uniquement comme décor.
Dès le début du XXe siècle se développent les murals (« fresques »), des peintures sur les murs pignons de maisons de ville. D'abord le fait des unionistes, ils sont ensuite utilisés pour délimiter les quartiers selon leur couleur politique puis pour faire passer des messages politiques (en soutien aux paramilitaires, aux pacifistes ou encore au mouvement des droits civiques). Ces peintures deviennent une attraction touristique au début des années 1990.
Les différents protagonistes du conflit sont souvent stéréotypés au cinéma. Si dans Jeux de guerre (1992), les républicains, et en particulier l'IRA provisoire, souffrent d'une représentation négative, dans Ennemis rapprochés (1997) ce sont les Britanniques, tandis que le volunteer Frankie McGuire, joué par Brad Pitt, apparaît comme un « héros sans tache ». Le cinéma contestataire britannique s'est aussi emparé de la problématique nord-irlandaise, notamment pour condamner les atteintes aux droits de l'homme du gouvernement de Londres. Cela se retrouve dans Secret défense (Hidden Agenda) de l'Anglais Ken Loach et Au nom du père de l'Irlandais Jim Sheridan. À l'instar de nombreux conflits, le comportement des parties en présence ne serait pas toujours tout blanc ou tout noir comme pourrait le faire penser le film de Yann Demange, '71 (2014) qui porte le regard d'un jeune soldat britannique en 1971. Les événements marquants du conflit, comme le Bloody Sunday (Bloody Sunday en 2002), l'attentat d'Omagh (Omagh en 2004) ou le conflit des H-Blocks (Hunger en 2008), sont traités, tandis que Five Minutes of Heaven, sorti en 2009, traite de la difficile réconciliation entre les deux communautés. La série comique Derry Girls (2018) prend un recul optimiste sur le conflit en présentant la vie normale d'adolescentes catholiques durant les Troubles.
Si le mouvement pour les droits civiques reprend le chant de son homonyme américain (We Shall Overcome), unionistes et nationalistes possèdent chacun leurs chansons partisanes, tandis que des musiciens critiquent les violences en général (U2 avec Sunday Bloody Sunday), l'action des forces de sécurité britanniques (John Lennon et Yoko Ono avec The Luck of the Irish) ou celle des groupes paramilitaires républicains (The Cranberries avec Zombie).

### Historiographie du conflit
Les recherches sur le conflit se sont longtemps concentrées sur la violence militaire et paramilitaire. Si le fonctionnement des groupes républicains (IRA provisoire et Irish National Liberation Army en particulier) est principalement étudié, l'analyse des groupes loyalistes s'est concentrée sur leurs activités purement criminelles. L'Armée britannique et la police nord-irlandaise sont étudiées tant du point de vue structurel et stratégique que sur les multiples controverses qu'elles suscitent. Avec la fin relative du conflit, on observe une baisse de l'analyse de la violence militaire et paramilitaire au profit de recherches sur l'évolution de l'Irlande du Nord après les accords de paix. Les sciences sociales sont mobilisées pour expliquer les violences, les relations entre les deux communautés et la situation « post-conflit », selon différentes approches (socio-économique, géographique et identitaire). La ségrégation identitaire de la société nord-irlandaise est un des axes majeurs d'analyse du conflit et du pays.